# Liste des motos BMW
Cette liste des motos BMW est triée par ordre chronologique et par type de moteur. Les modèles actuellement disponibles sont en gras. Les dates indiquées sont uniquement une indication de la période. La production et les ventes diffèrent considérablement selon le marché et ne peuvent pas être entièrement illustrées ici. Celles-ci sont discutées, si elles sont bien connues, dans les articles correspondants.

## Séries R
La série R est la première série de motos BMW. Les modèles sont motorisés par des monocylindres (jusqu'en 1966) et des moteurs bicylindres boxer (à ce jour). La lettre « R » signifie Rad (« roue » en allemand) afin de les distinguer des moteurs d'avion précédemment fabriqués. 

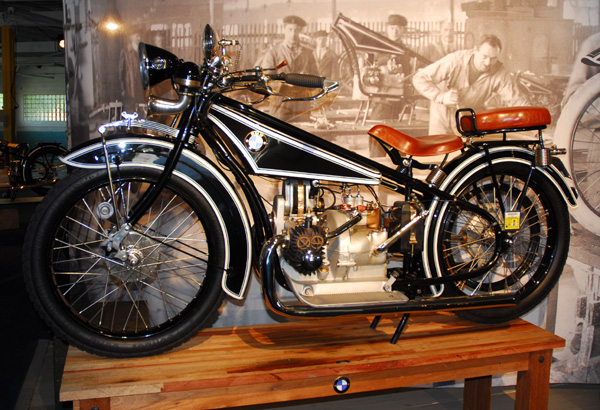
La première moto BMW, la R 32 de 1923.
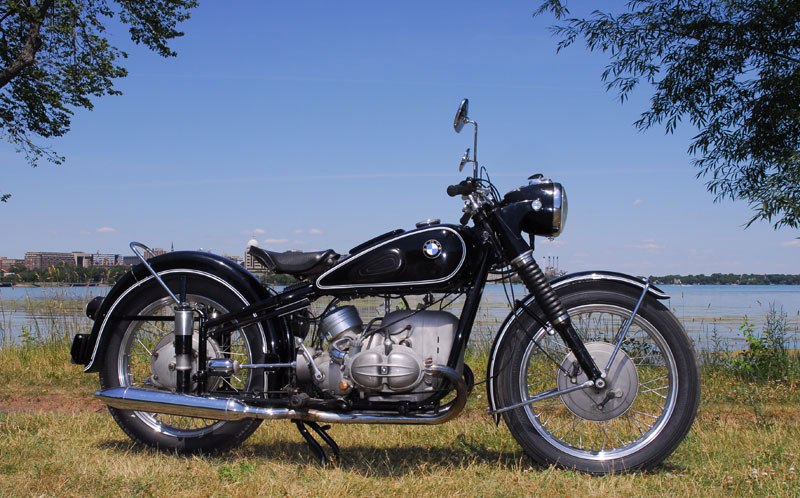
BMW R 68 de 1954.

### Monocylindres de 200 à 400 cm3

#### Avant guerre
- R 39 (~ 250 cm3)
- R 2 (~ 200 cm3) → R 20 (~ 200 cm3) → R 23 (~ 250 cm3)
- R 3 (~ 300 cm3) → R 35 (~ 350 cm3)
- R 4 (~ 400 cm3)

#### Période d'après-guerre
- ~ 250 cm3 : R 24 (1948-1950) → R 25 (1950-1951) → R 25/2 (1951-1953) → R 25/3 (1953-1956) → R 26 (1955-1960) → R 27 (1960-1966)

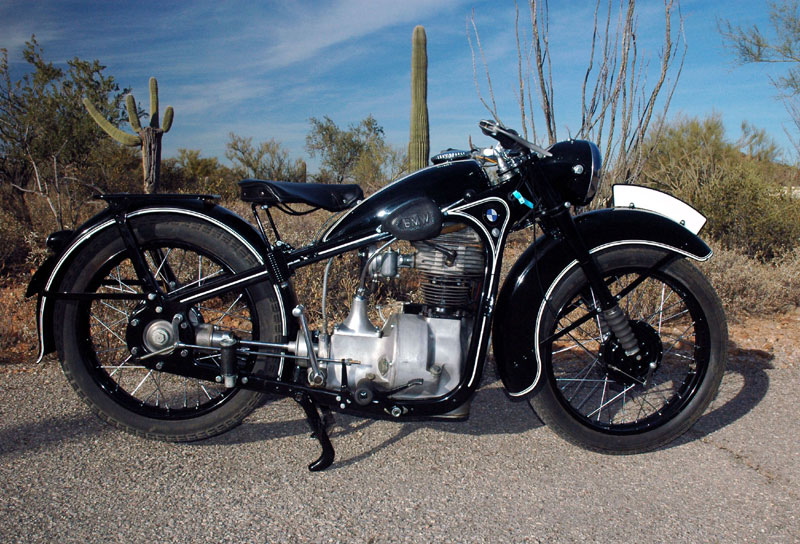
R 35 de 1938.
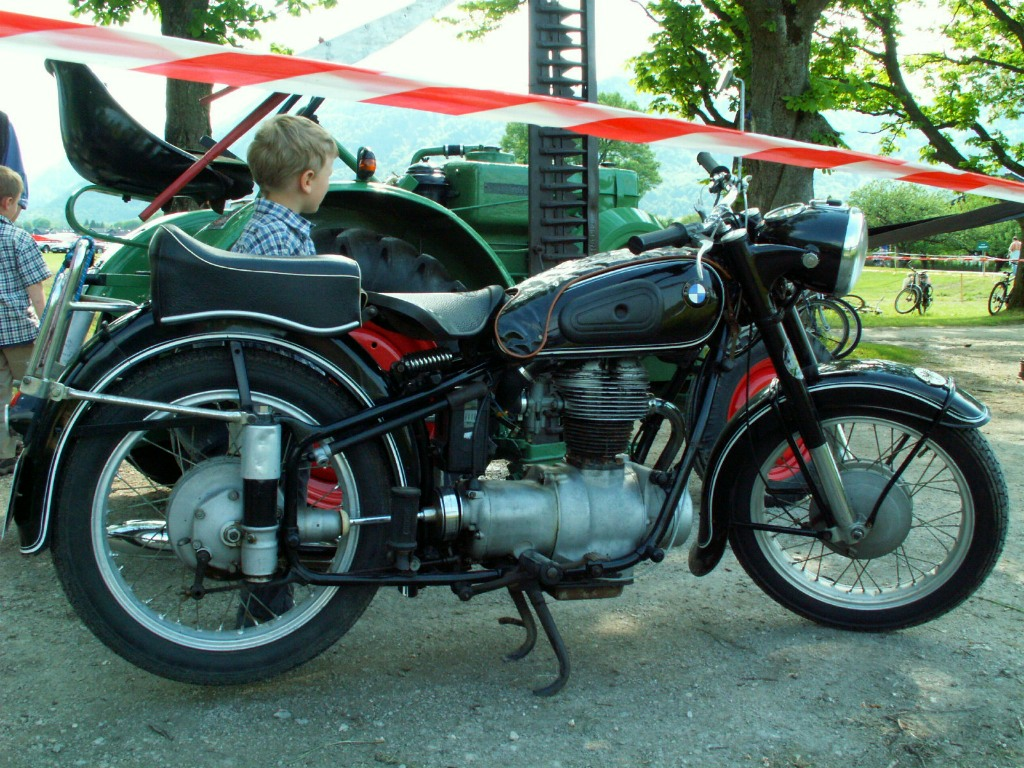
R 25/3.
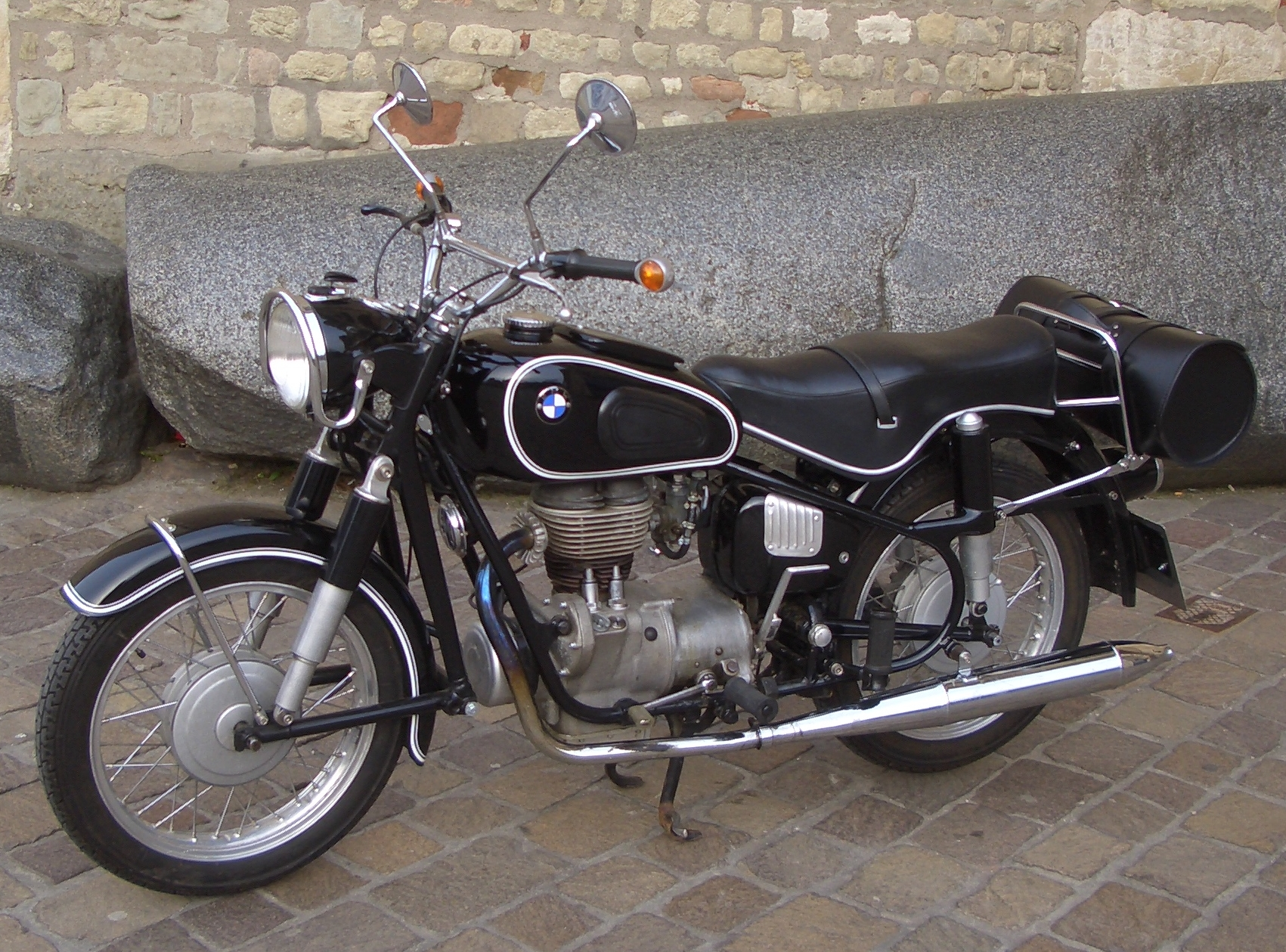
R 26 de 1960.
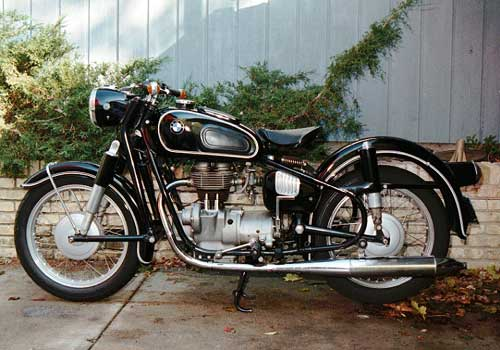
R 27 de 1964.

### Bicylindres boxer classiques de 450 à1 000cm3

#### Avant guerre
- Tourer jusqu’à 500 cm3 : R 32 → R 42 → R 52
- Sport jusqu'à 500 cm3
  - R 37 → R 47 → R 57
  - R 5 → R 51

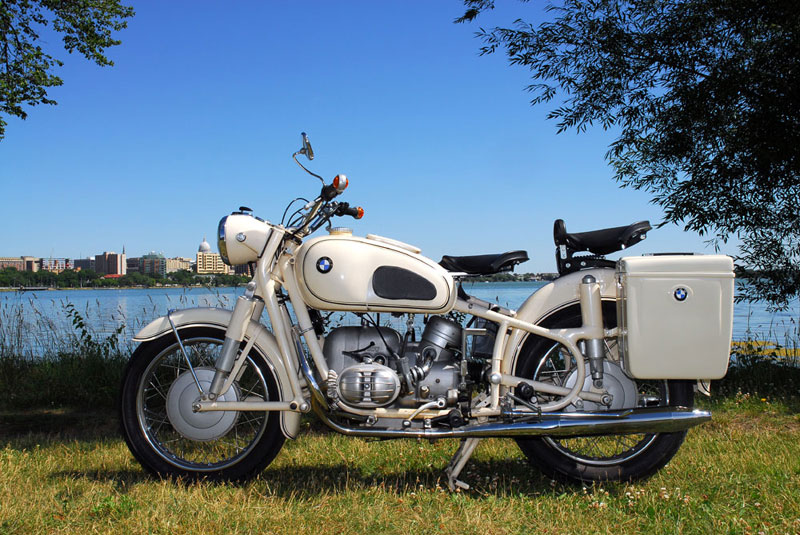
R 60/2 Bj. 1967.

- Tourer jusqu’à 750 cm3 : R 62 → R 11 → R 12 → R 71
- Sport jusqu'à 750 cm3 : R 63 → R 16 → R 17 → R 66

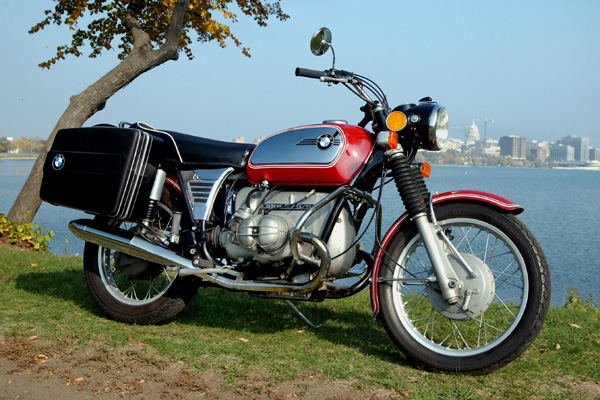
R 75/5 Bj. 1973.

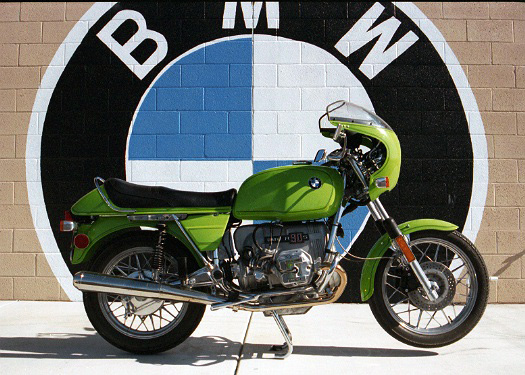
R 90 S Bj. 1976.

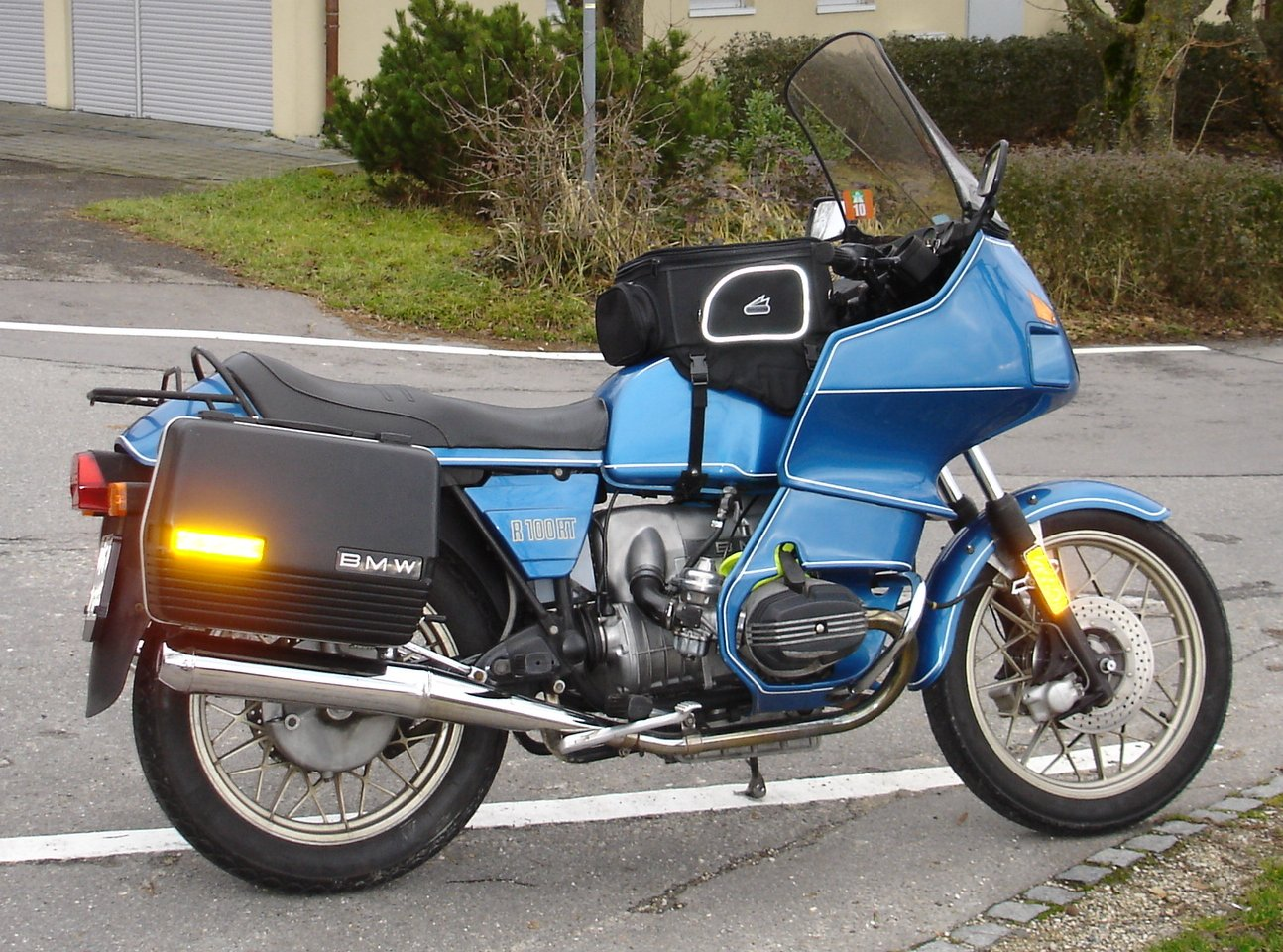
R 100 RT année 1979.

- R 6 (600 cm3, Tourer) → R 61

#### Seconde Guerre mondiale
- R 75 (745 cm3, 1941-1944, moto de la Wehrmacht )

#### Début des années 1950
- R 51/2 → R 51/3
- RS 54, moto de compétition
- R 67/2
- R 68

#### BMW complètement suspendues 1955 à 1969
- R 50 → R 50/2
- R 60 → R 60/2
- R 69 → R 69 P
- R 50 S

#### Série 5 1969 à 1973
- R 50/5, modèle gouvernemental
- R 60/5
- R 75/5

#### Série 6 1973 à 1976
- R 60/6
- R 75/6
- R 90/6
- R 90 S

#### Série 7 1976 à 1985
- R 60/7
- R 75/7
- R 80/7
- R 100/7
- R 100, R 100 T
- R 100 S, R 100 CS
- R 100 RS
- R 100 RT (pour tous voir BMW R 100)

#### «Petits» bicylindres boxer 1978 à 1993
- R 45
- R 65
- R 65 LS
- R 65 GS, Trail

#### Bicylindres boxer 1980 à 1997 (dernier boxer à deux soupapes)
- R 80 G / S → R 80 GS, Trail
- R 80 RT
- R 80 ST
- R 80 → R 80 R et R 100 R

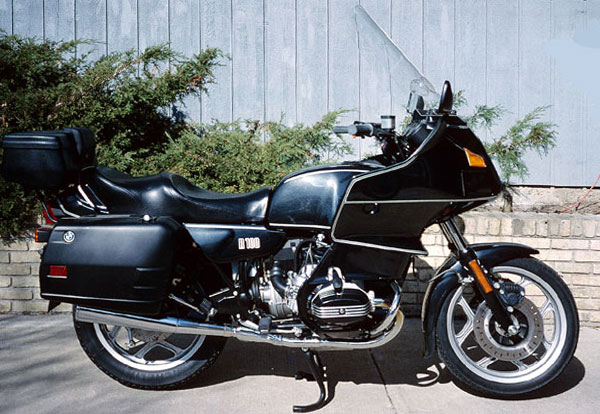
R 100 RT 1995.

- R 100 GS et R 100 GS Paris-Dakar (modèle spécial), Trail
- R 100 RS Classic
- R 100 RT Classic

Pour les modèles BMW plus anciens, voir aussi Gummikuh

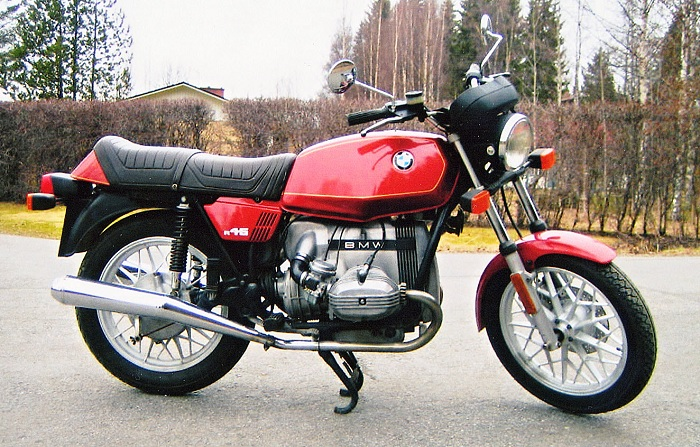
R 45 1979.
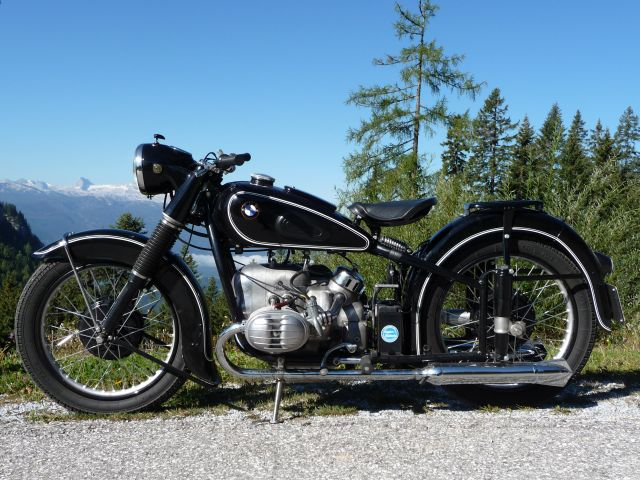
R 51/3.
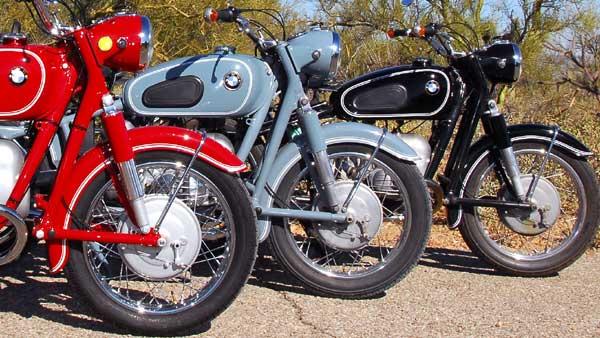
R60/2 - R50/2 - R60/2.
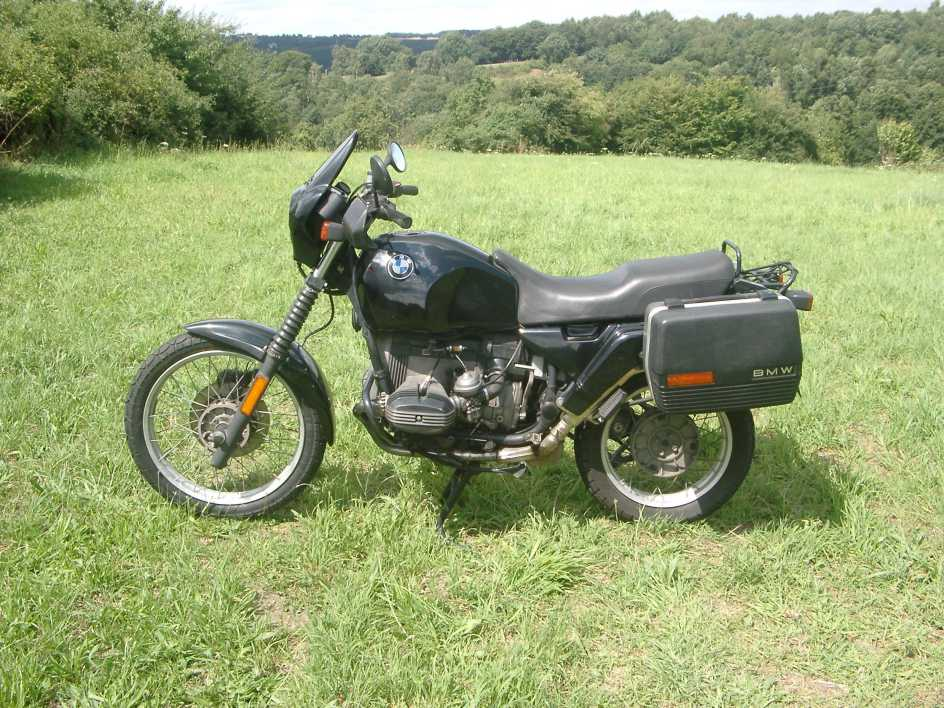
R 80 GS 1989.
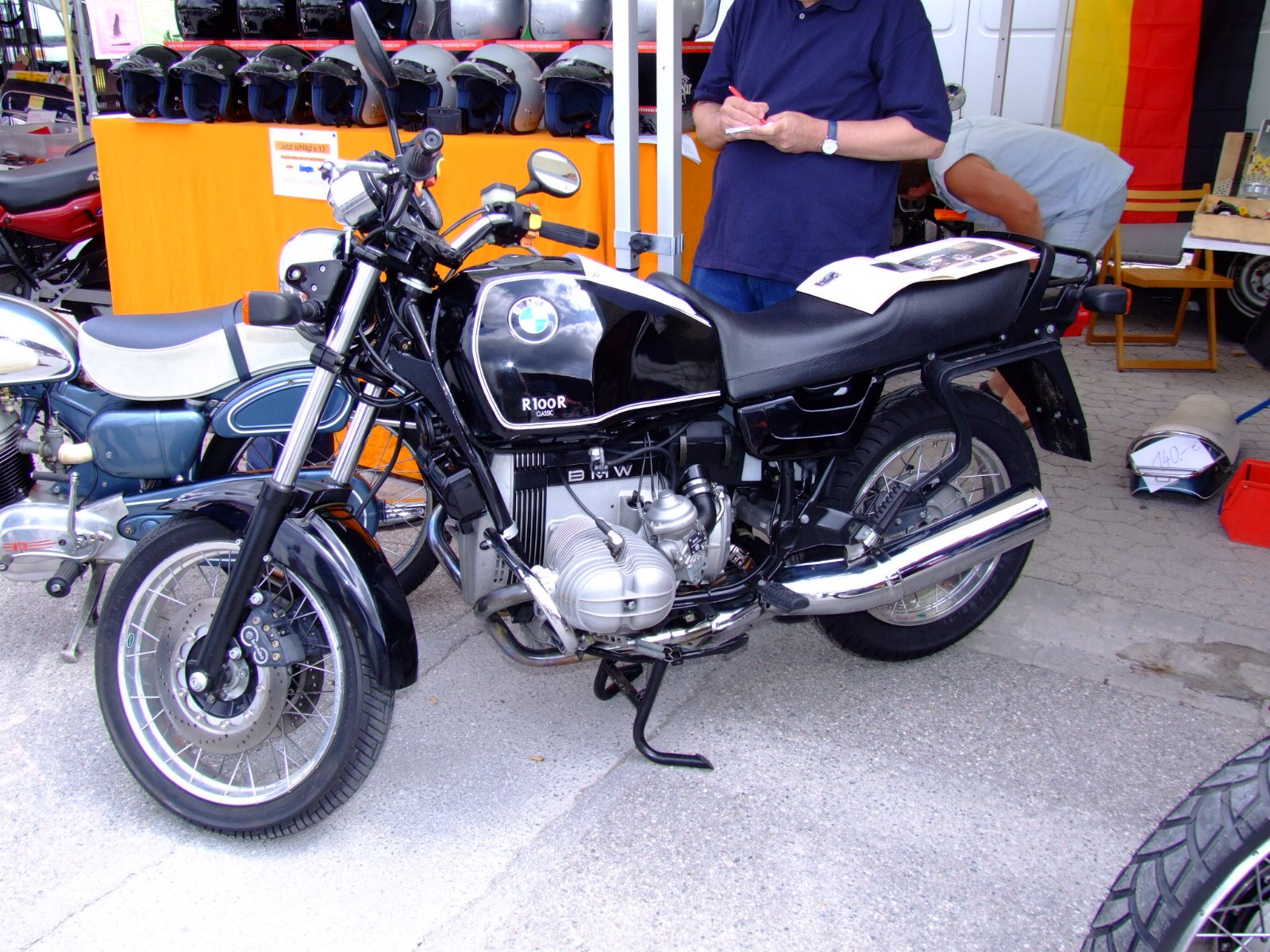
R 100 R Classic 1995.

### Bicylindres boxer modernes à quatre soupapes

#### Première génération de 850 à1 200cm3(1993-2006)
- R 850 GS, Enduro, Trail
- R 850 RT, uniquement en tant que véhicule d'urgence pour les autorités
- R 850 R/R Confort, sans carénage
- R 850 C, Cruiser
- R 1100 GS → R 1150 GS et R 1150 GS Adventure, Trail
- R 1100 RT → R 1150 RT, Tourer
- R 1100 RS → R 1150 RS, Sport Tourer
- R 1100 S, Sport aussi désignée Boxer Cup Edition
- R 1100 R → R 1150 R, Roadster sans carénage
- R 1150 R Rockster, Roadster sans carénage (2003-2005)
- R 1200 C, Cruiser
- R 1200 CL, Cruiser de luxe

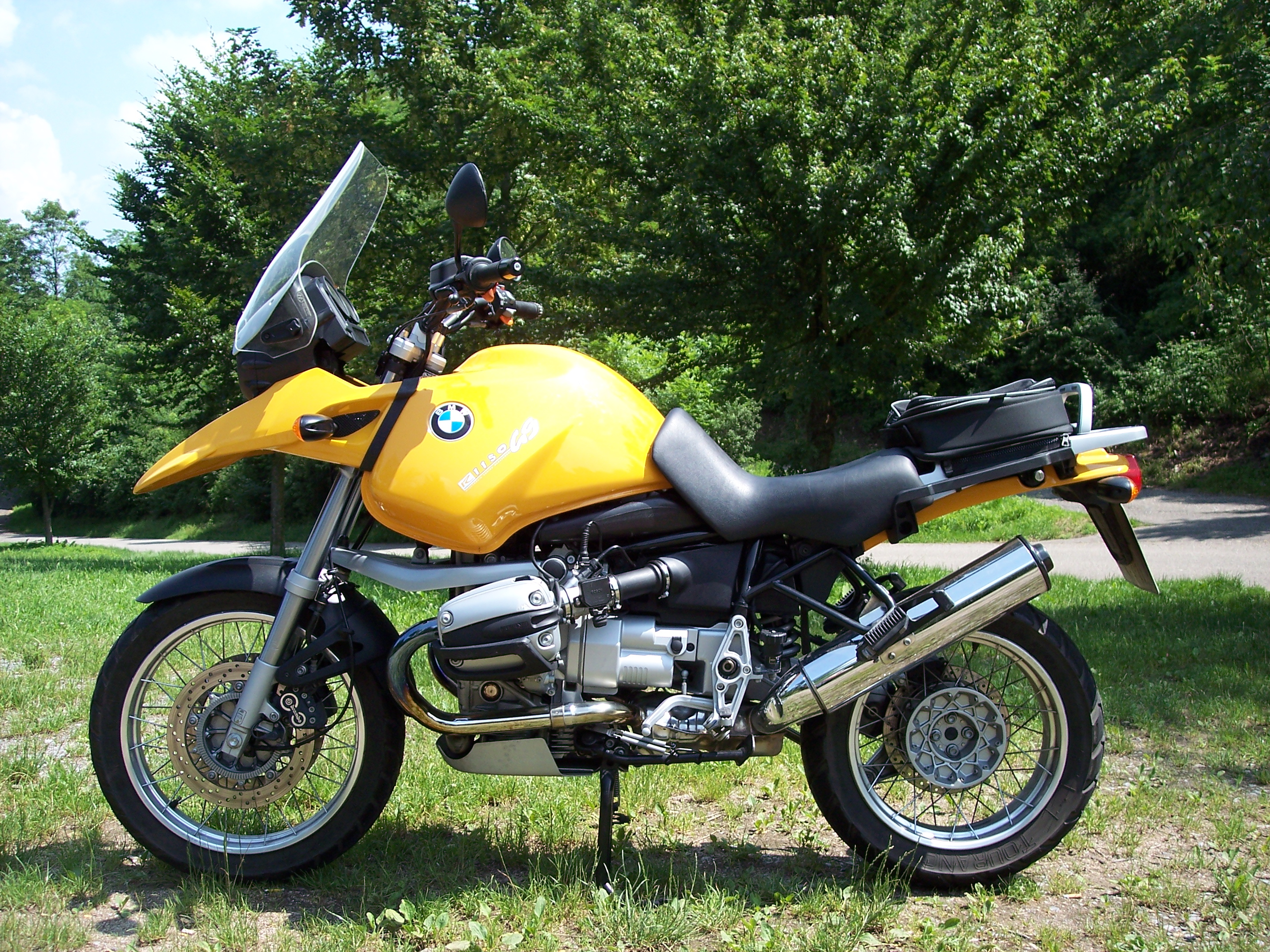
R 1150 GS.
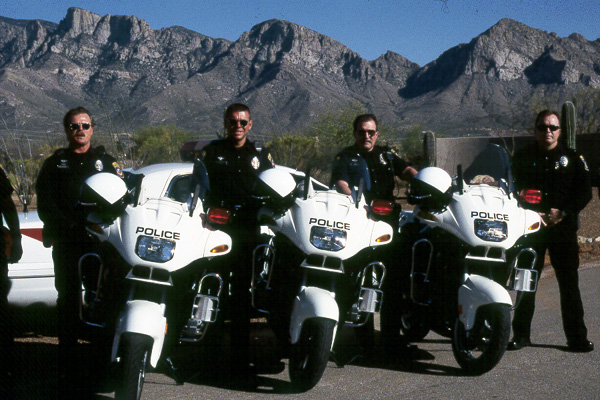
R 1100 RT-P, motos de police à Oro Valley, Arizona.

#### Deuxième génération1 200cm3(depuis 2004) EVO-Boxer
- R 900 RT, uniquement en tant que véhicule d'urgence pour les autorités
- R 1200 GS (K25) et R 1200 GS Adventure (K255), Trail
- R 1200 R, Roadster, sans carénage
- R 1200 ST, Tourer sportif
- R 1200 RT, Tourer
- R 1200 S, Sport
- R NineT, Roadster 
  - R nineT Scrambler, Roadster
  - R nineT Pure, Roadster
  - R nineT Racer, Roadster
  - R nineT Urban G/S, Roadster

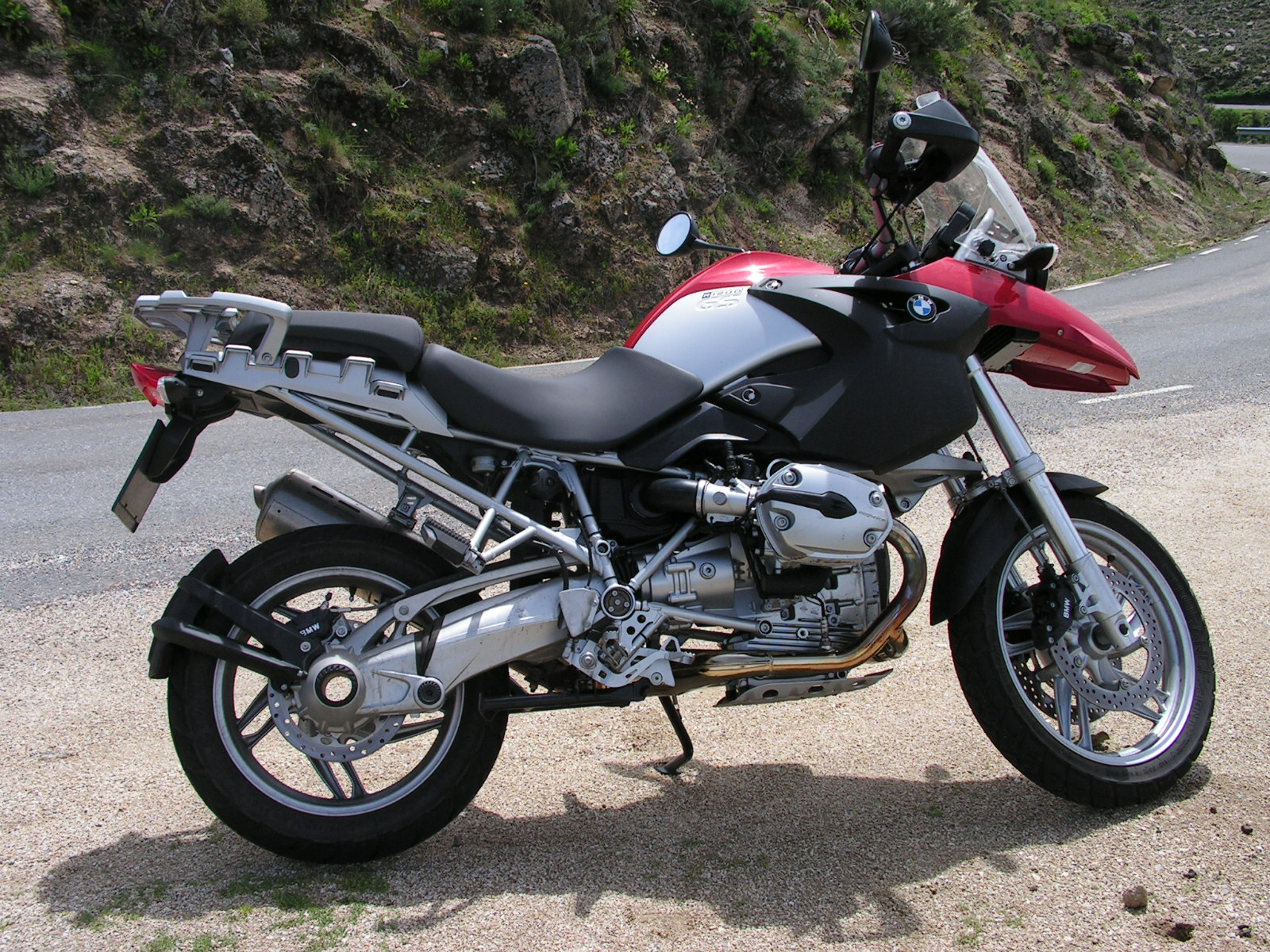
BMW R 1200 GS.
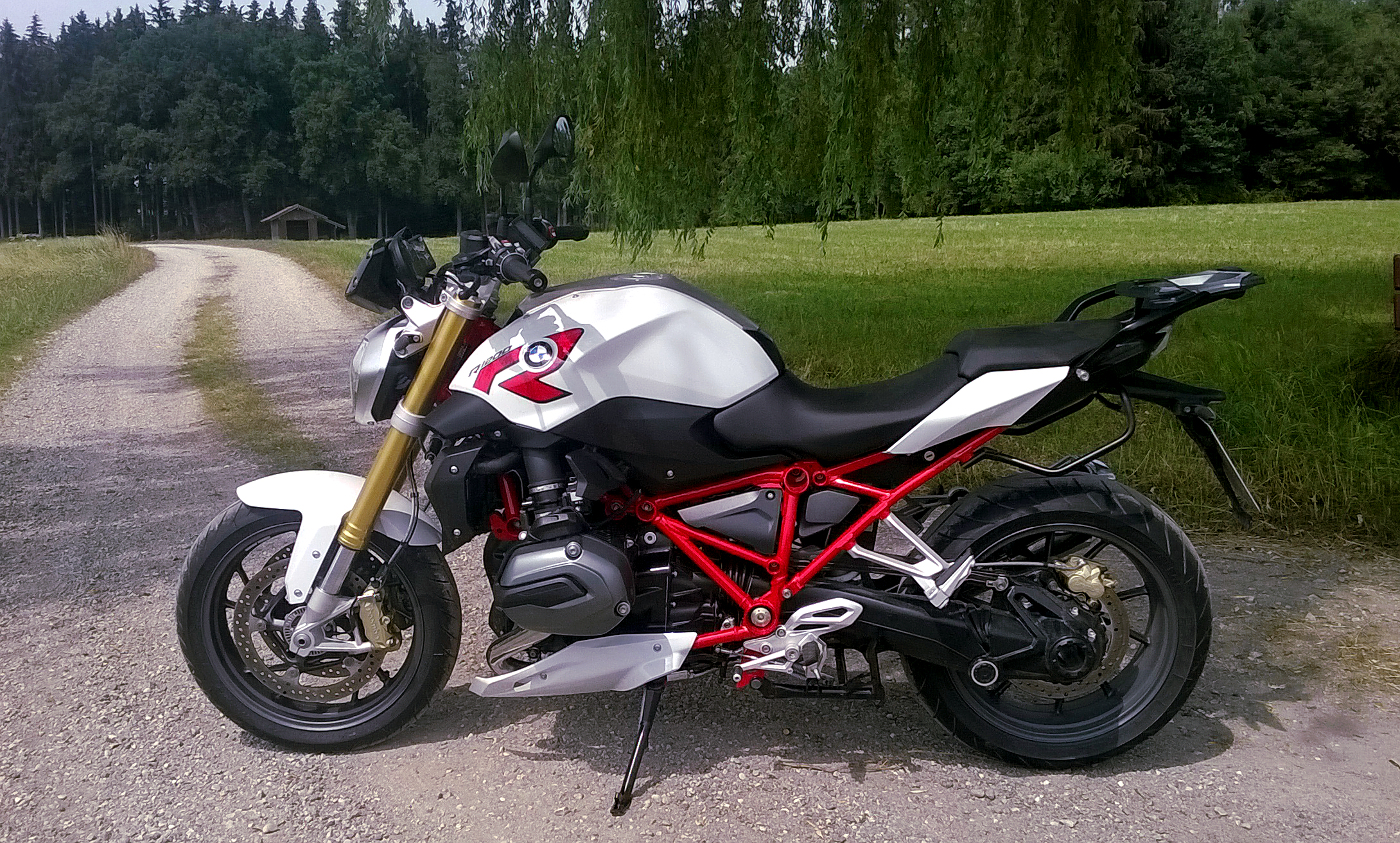
BMW R 1200 R 2015.
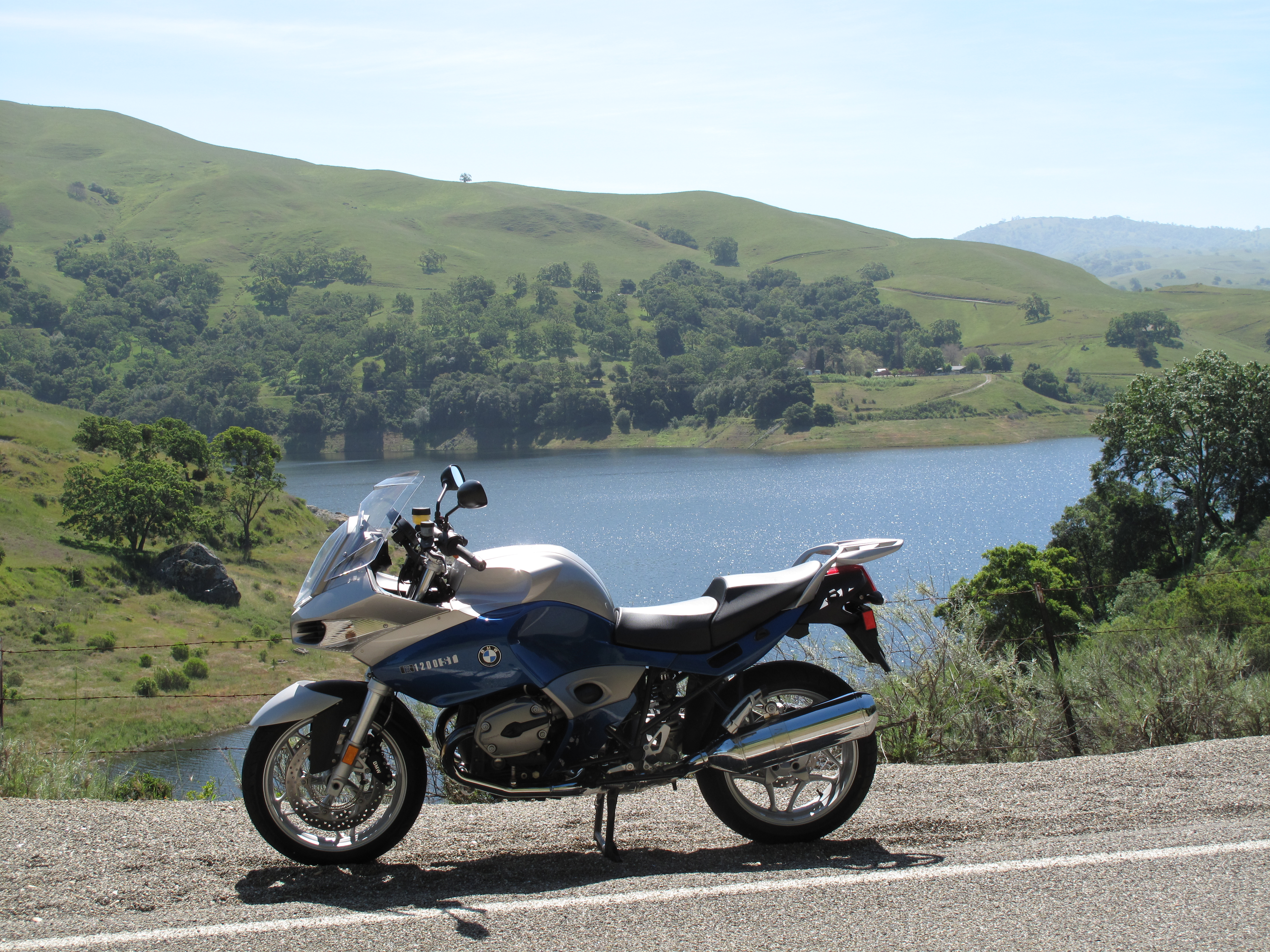
BMW R 1200 ST 2005.
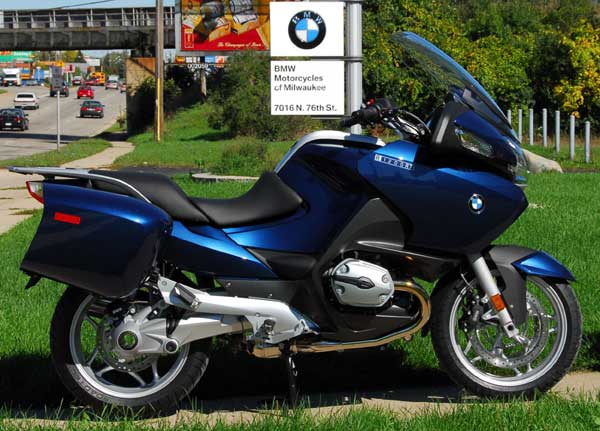
BMW R 1200 RT.
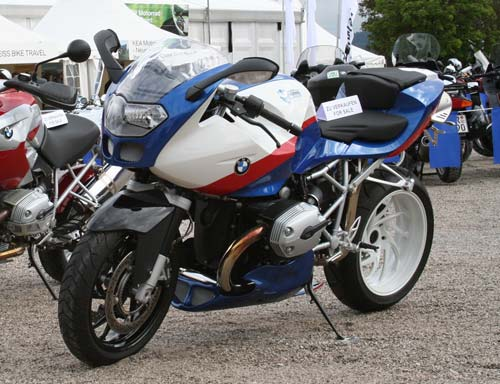
BMW R 1200 S.
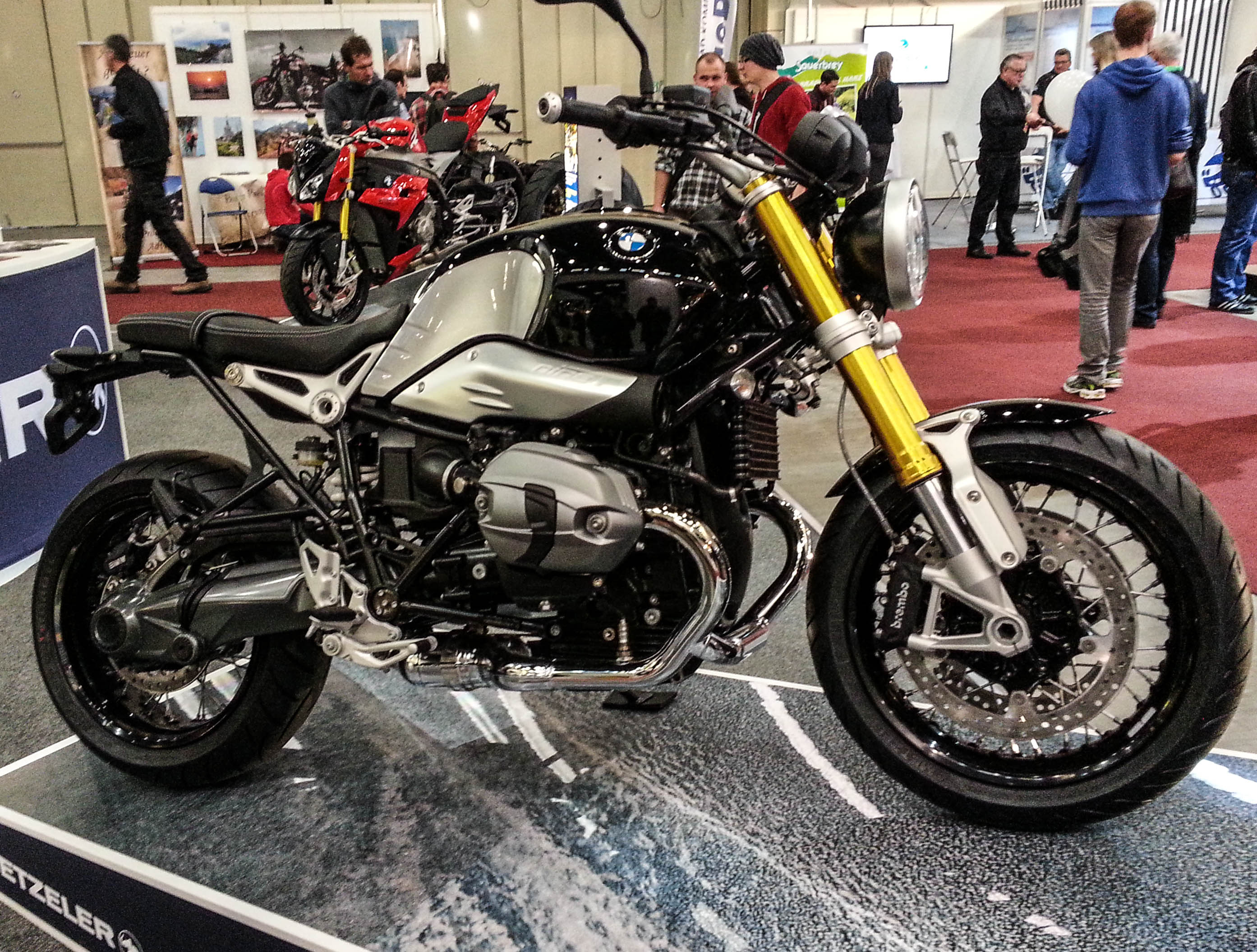
BMW R nineT 2014.

#### Troisième génération1 200cm3et refroidissement liquide (à partir de 2013)
- R 1200 GS (K50) → R 1250 GS, Trail 
  - R 1200 GS Adventure (K51) → R 1250 GS Adventure, Trail
- R 1200 RT (K52) → R 1250 RT, Tourer
- R 1200 R (K53) → R 1250 R, Roadster
- R 1200 RS (K54) → R 1250 RS, Sport Tourer

#### Big Boxer1 800cm3et refroidissement liquide (à partir de 2020)
- R 18

## Série K
Les modèles de la série K sont dotés de moteurs en ligne à trois, quatre ou six cylindres. Ceux-ci ont été initialement installés longitudinalement mais aussi transversalement avec introduction de la K 1200 GT (K44).

### Trois et quatre cylindres avec moteur longitudinal
- K 75, sans carénage
  - K 75 C, Tourer avec tête de fourche carénée
  - K 75 S, Tourer sportif
  - K 75 RT, Tourer
- K 100, sans carénage
  - K 100 RS → K 1100 RS → K 1200 RS, Tourer sportif
  - K 100 RT
  - K 100 LT → K 1100 LT → K 1200 LT, Tourer de luxe
  - K1, Supersport Touring
  - K 1200 RS (Tourer sportif)
  - K 1200 GT (K41) (2002-2005, Grand Tourer)

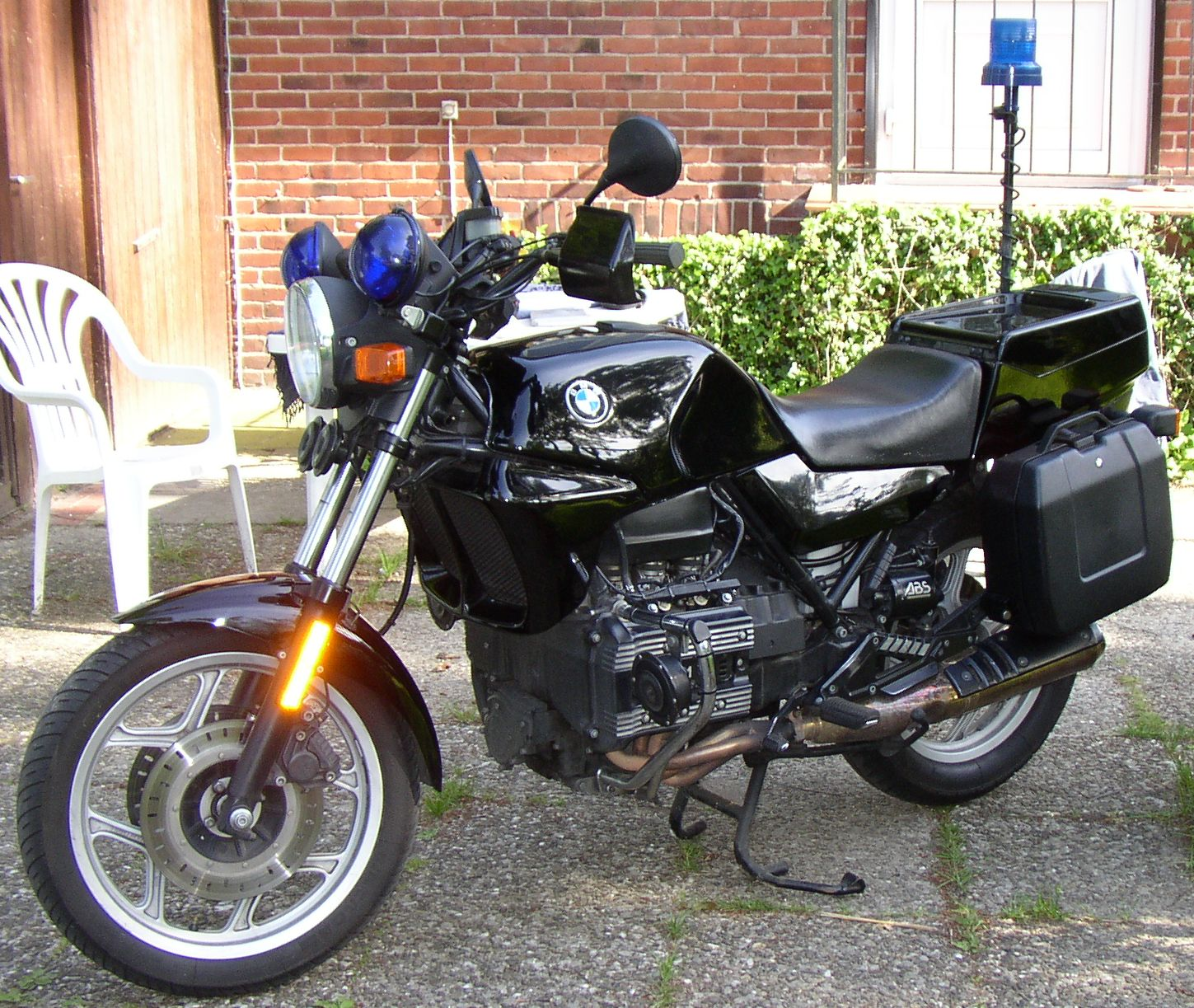
BMW K 75 d'escorte.
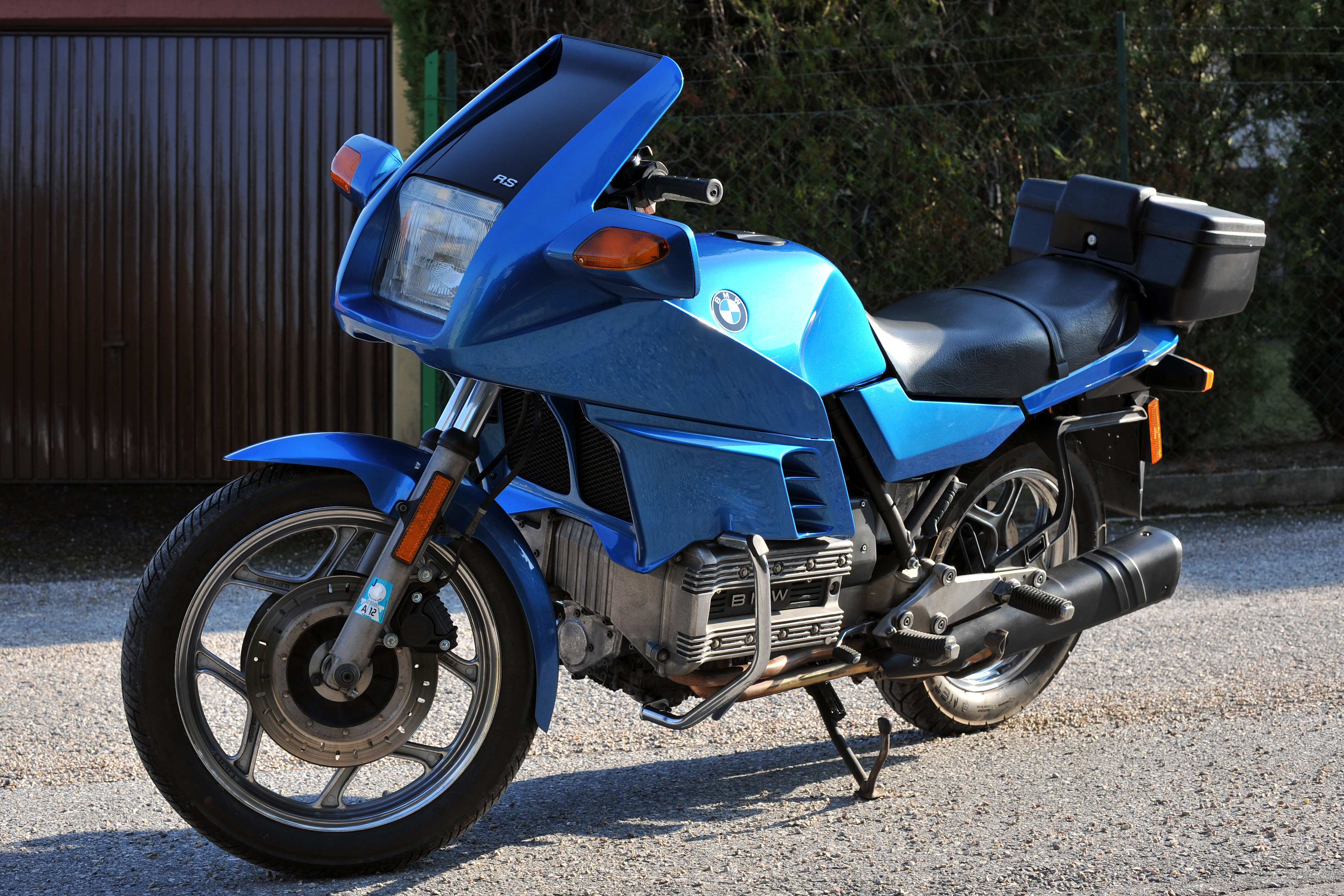
BMW K 100 RS.
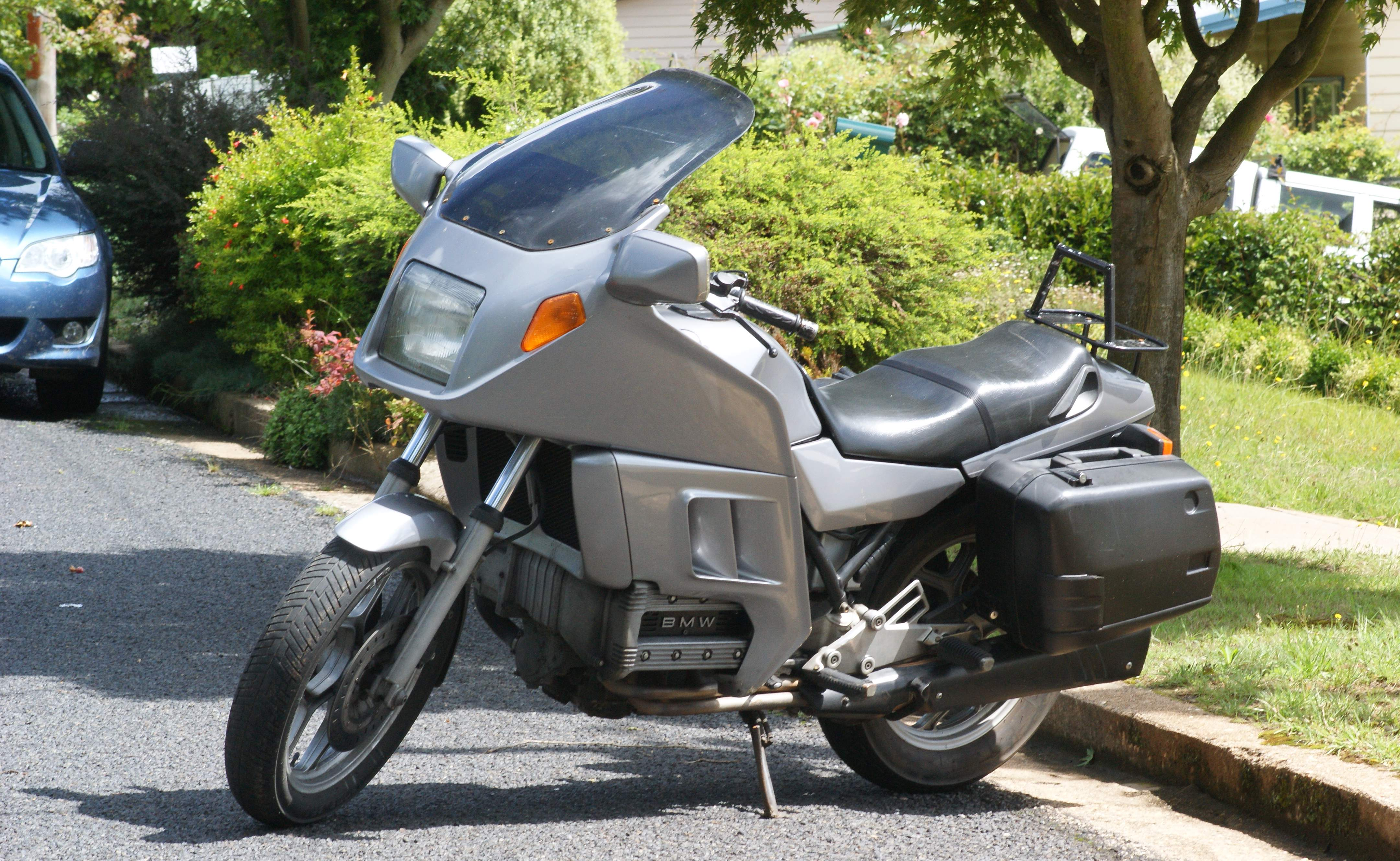
BMW K 100 RT.
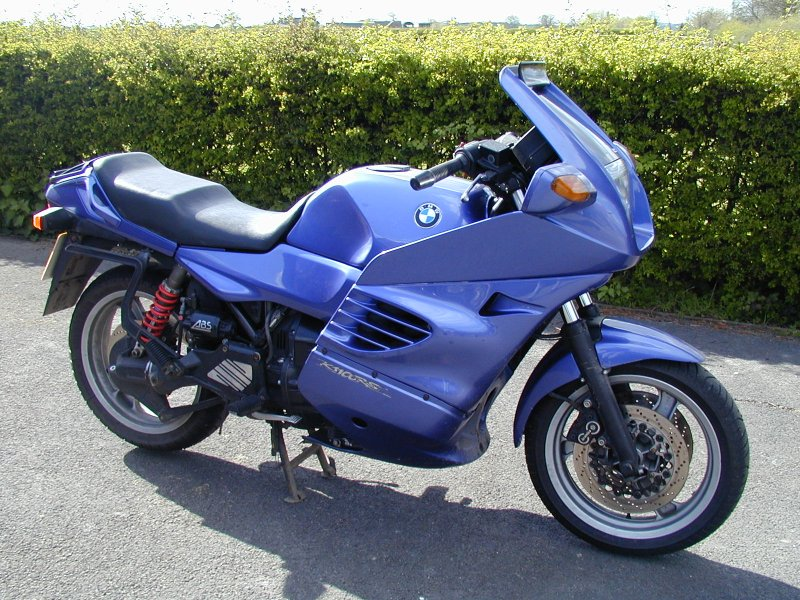
BMW K 1100 RS.
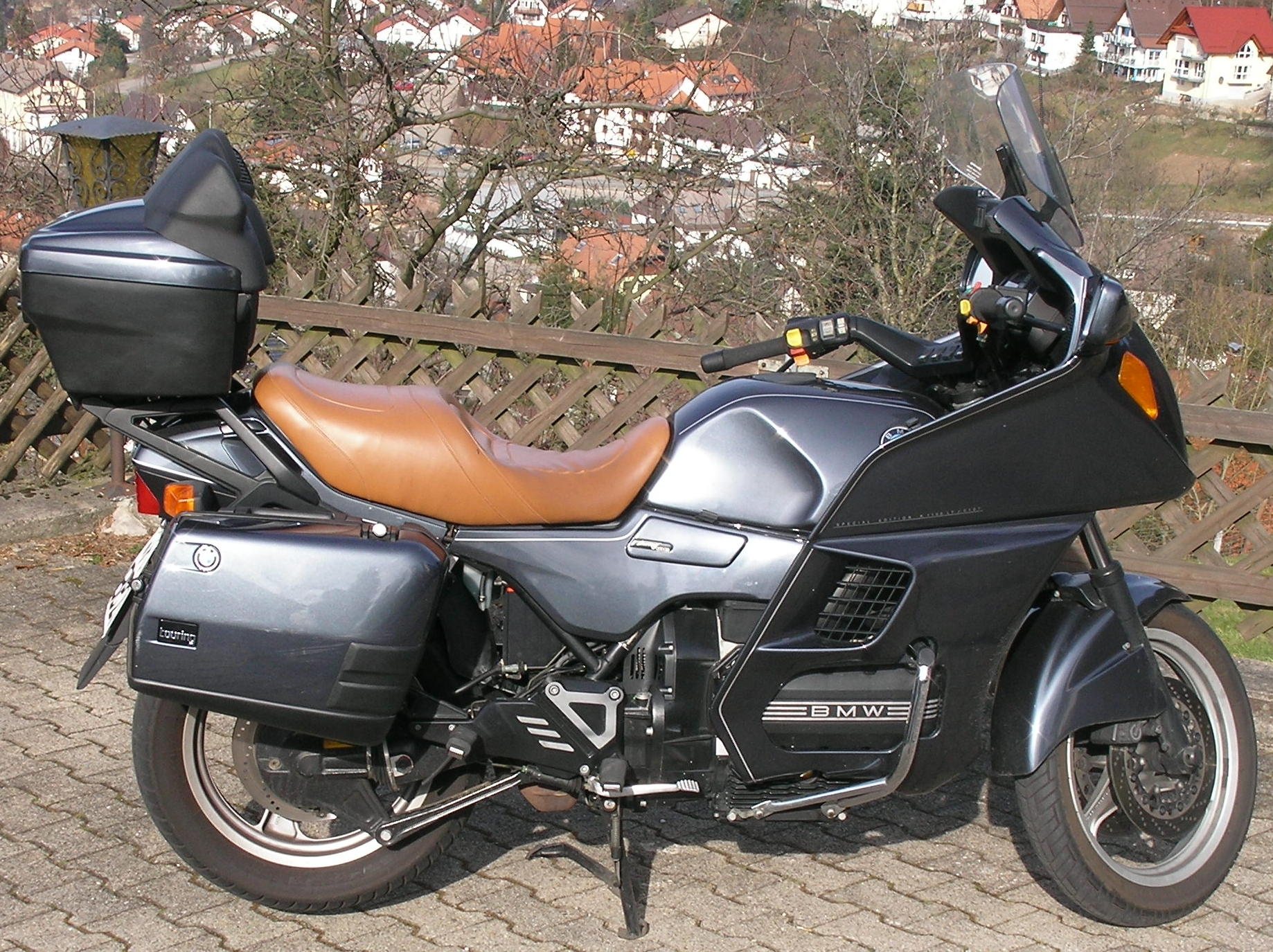
BMW K 1100 LT.
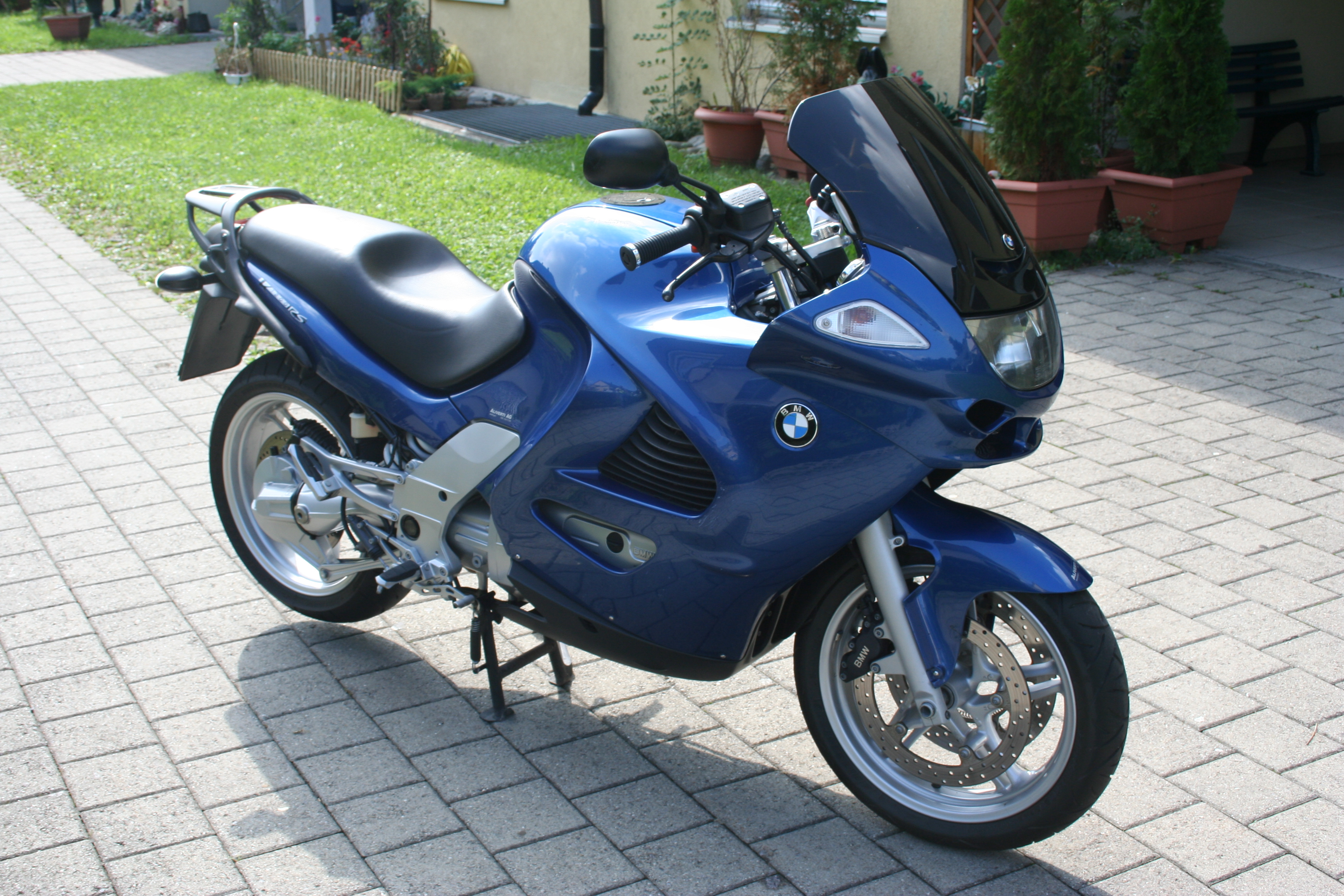
BMW K 1200 RS.
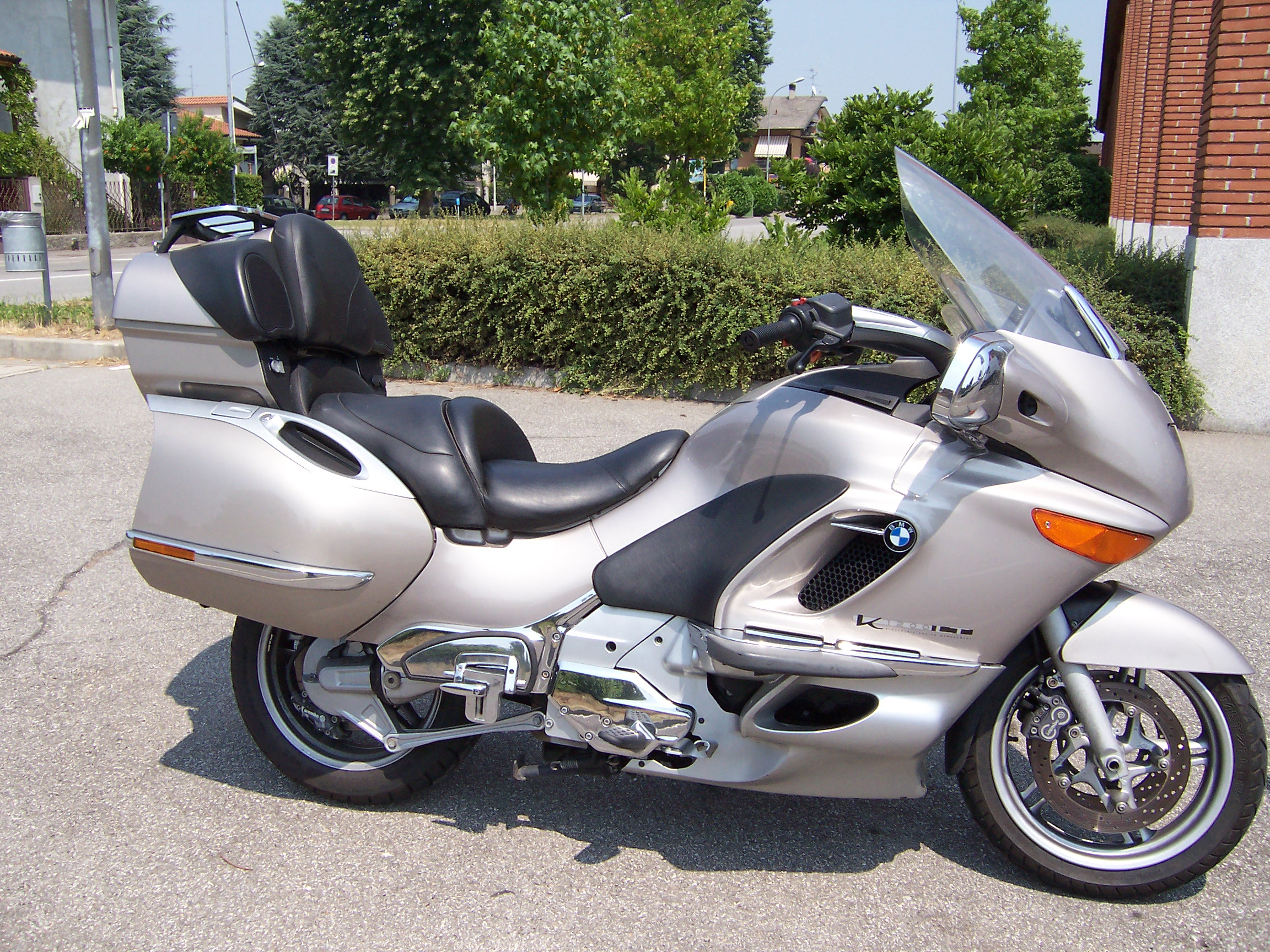
BMW K 1200 LT.

### Quatre cylindres avec moteur monté transversalement
- K 1200 GT (K44) (2006-2008) → K 1300 GT (2009-2011), Tourer
- K 1200 S → K 1300 S, Supersport Tourer
- K 1200 R → K 1300 R, Roadster
- K 1200 R Sport, Sport

### Six cylindres avec moteur monté transversalement
- K 1600 GT, Tourer 
  - K 1600 GTL, Tourer de luxe
  - K 1600 Grand America, Tourer de luxe
  - K 1600 B, Bagger

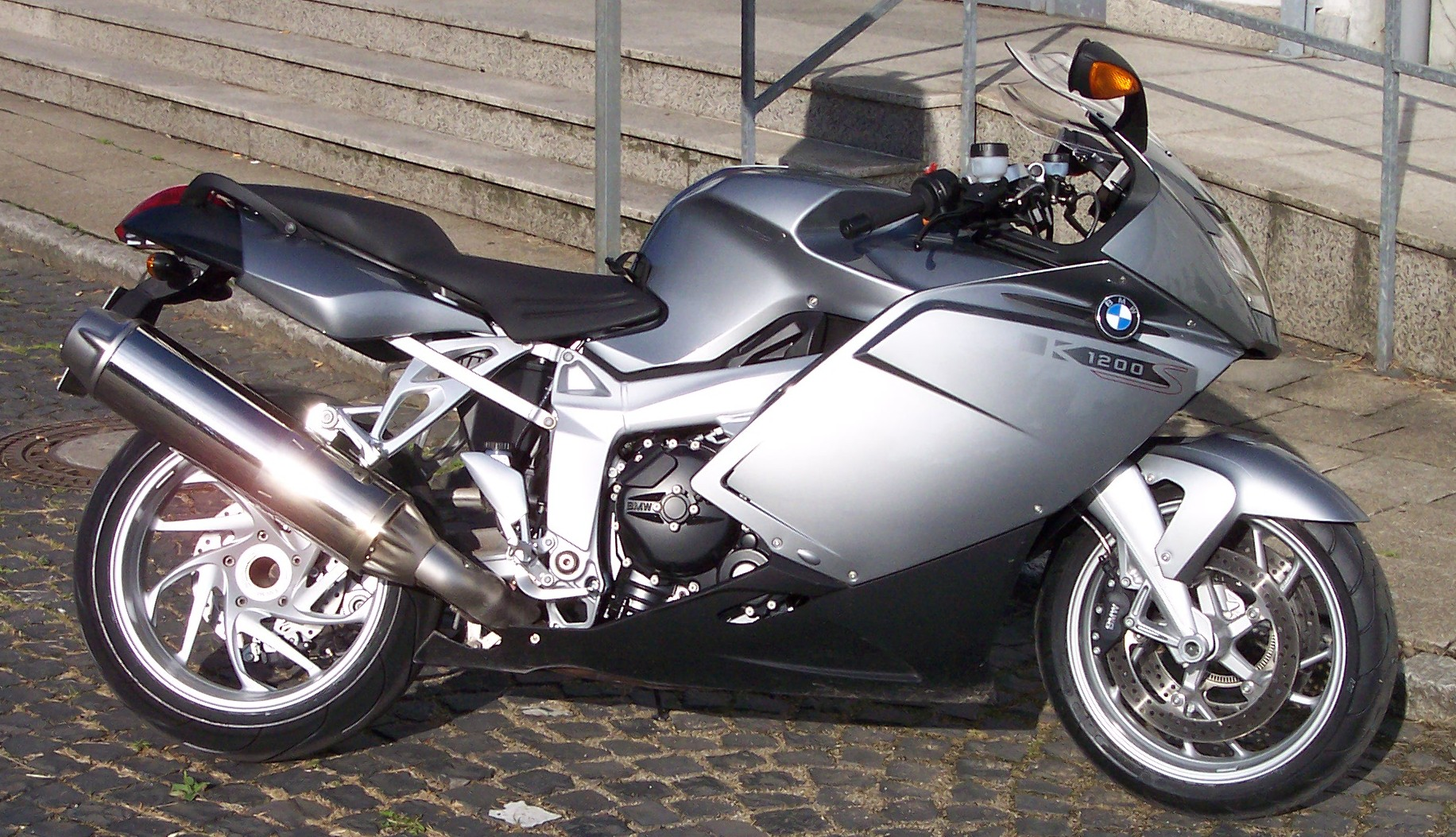
BMW K 1200 S.
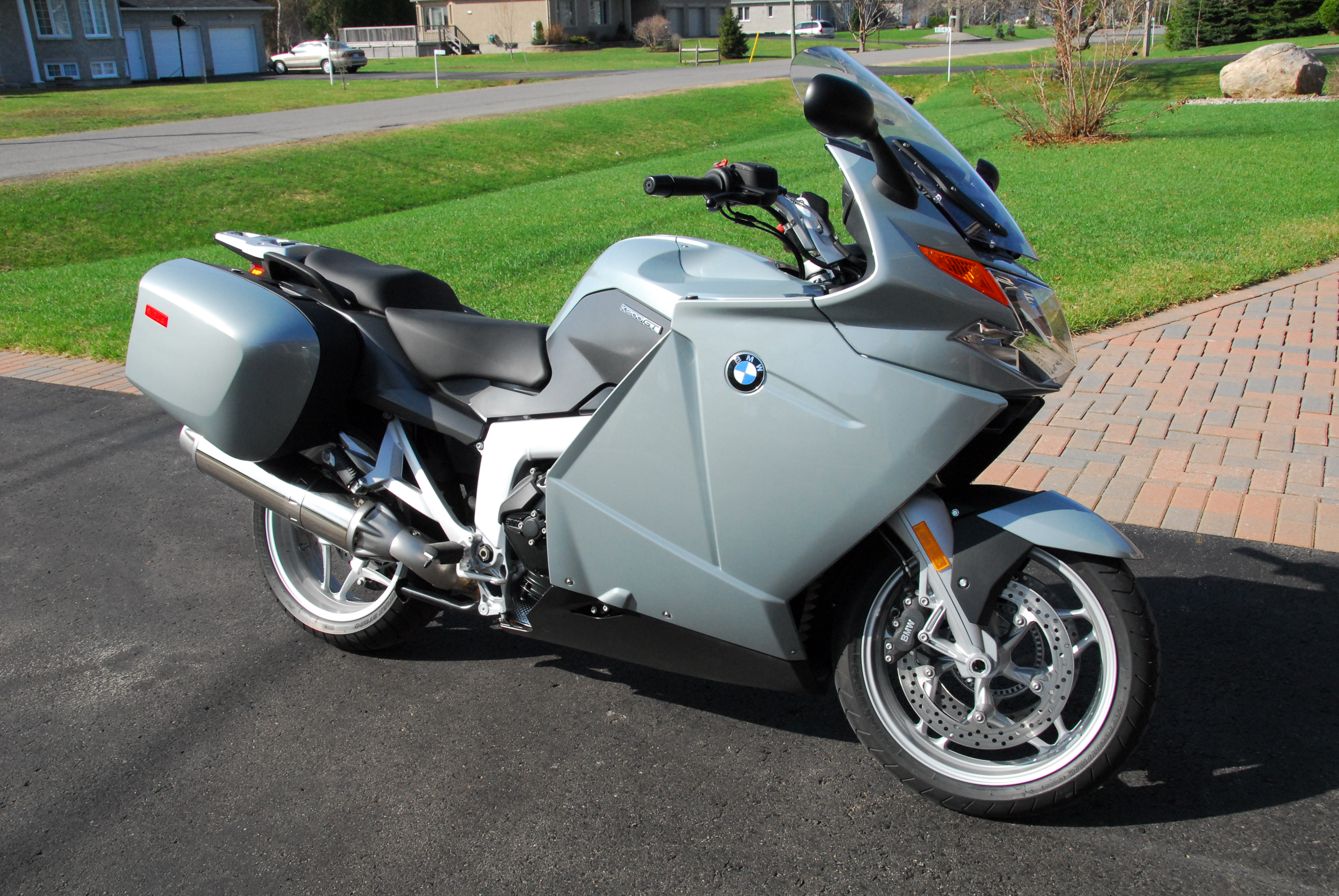
BMW K 1200 GT.
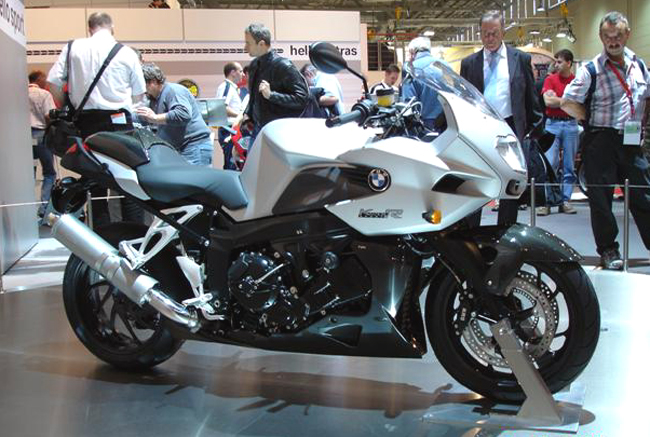
BMW K 1200 R Sport.
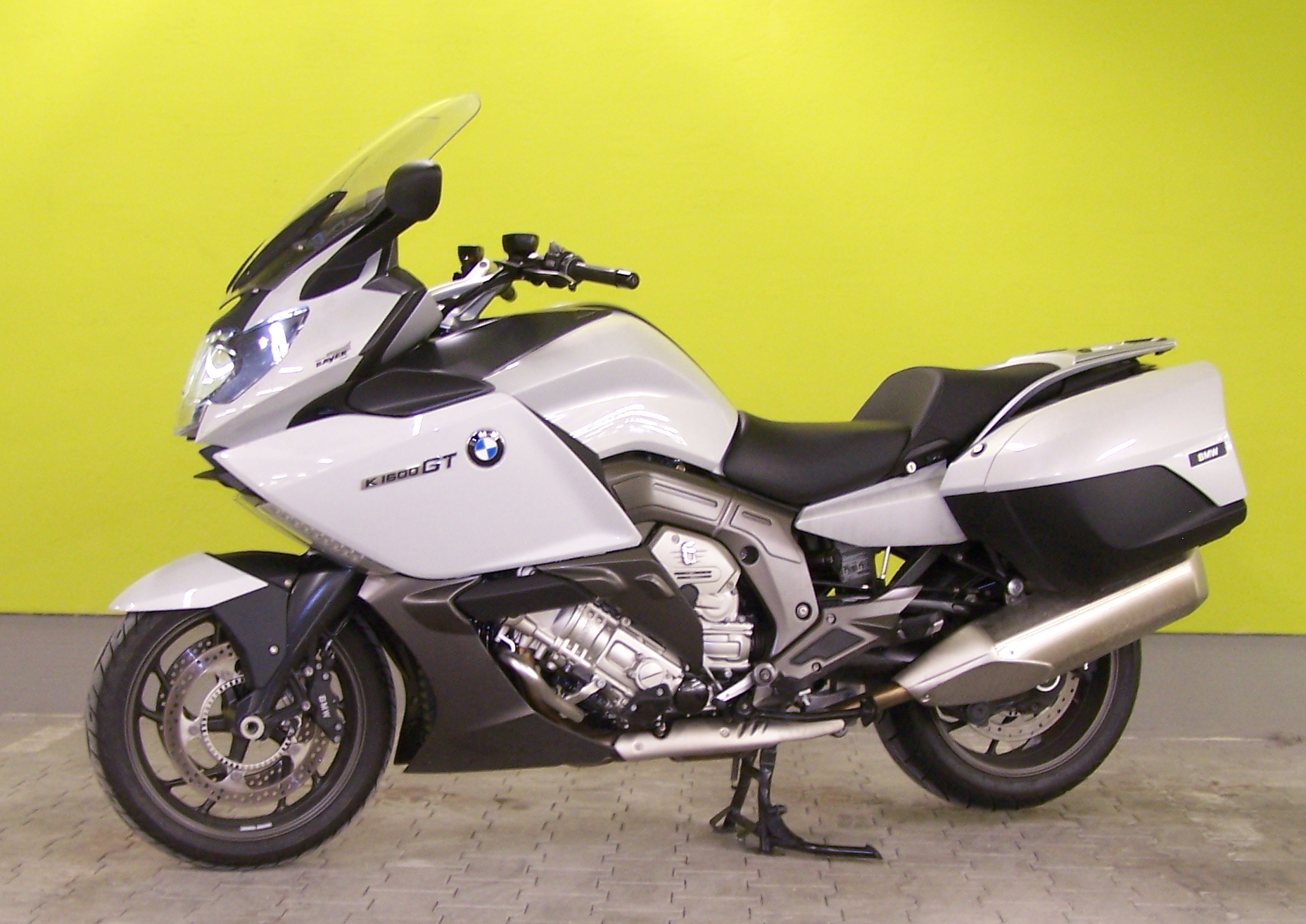
BMW K 1600 GT.

## Série F
La série F — le préfixe F signifiant Fun ou Funduro — a été fondée en 1993 avec la collaboration de BMW, Aprilia et Rotax. La F 650 a été présentée en 1993 (voir aussi Aprilia Pegaso). Tous les moteurs de la série F (monocylindres et bicylindres en ligne) sont construits par Rotax.

### Monocylindres
- F 650 (1993-2000), Trail 
  - F 650 ST
  - F 650 CS Scarver
- F 650 GS (R13) (2000-2007) → G 650 GS (2009-2015), Trail 
  - F 650 GS Dakar

### Bicylindres en ligne
- F 650 GS (K72) (~ 800 cm3, 2008-2012), Enduro
- F 700 GS (~ 800 cm3) → F 750 GS, Trail, également utilisé comme véhicule de secours pour les autorités
- F 800 S, Sport
- F 800 ST → F 800 GT, Tourer sport, également utilisé comme véhicule d'urgence pour les autorités
- F 800 R, Roadster
- F 800 GS → F 850 GS, Trail, également utilisé comme véhicule d'urgence pour les autorités 
  - F 800 GS Adventure, Trail

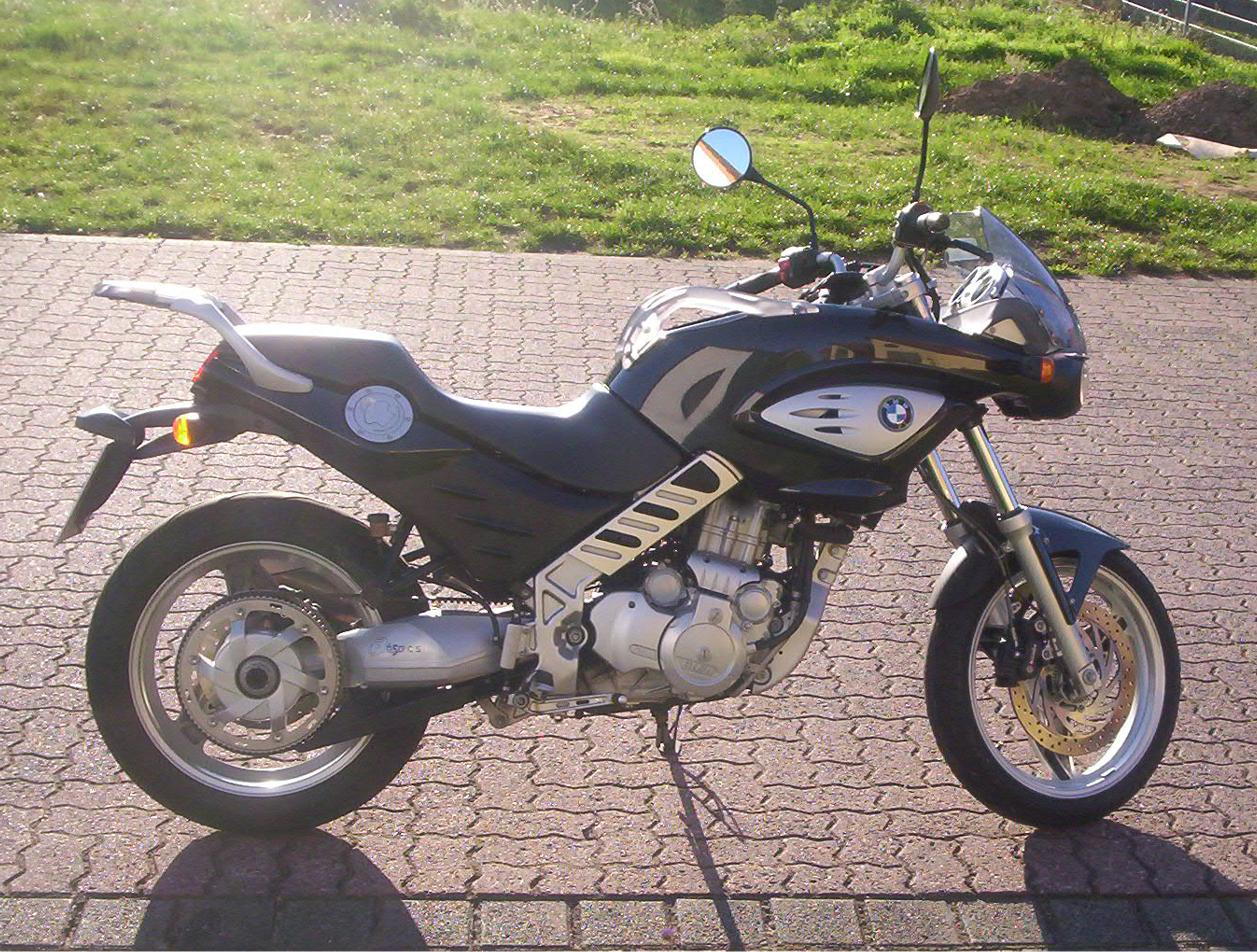
BMW F 650 CS.
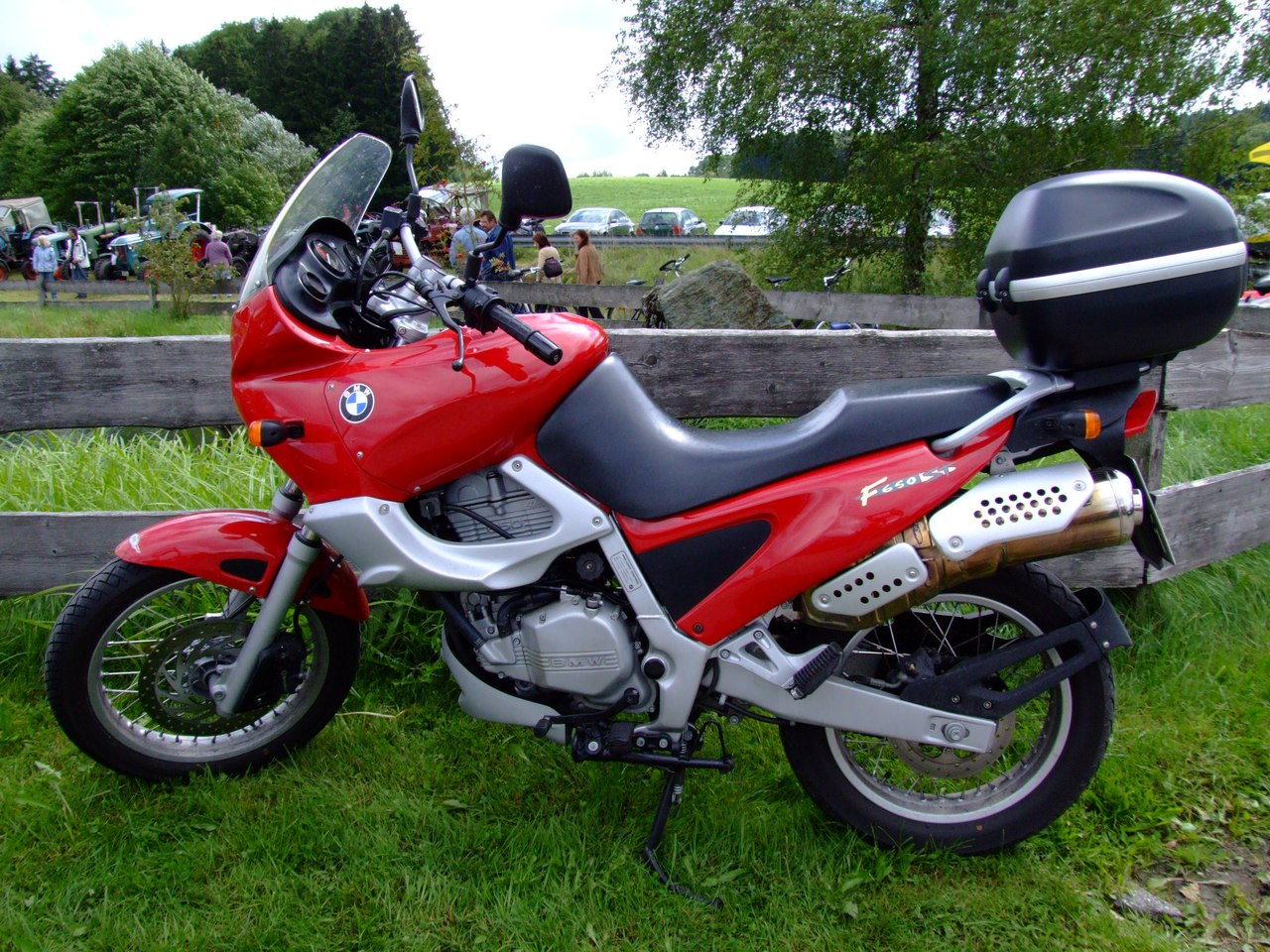
BMW F 650 ST.
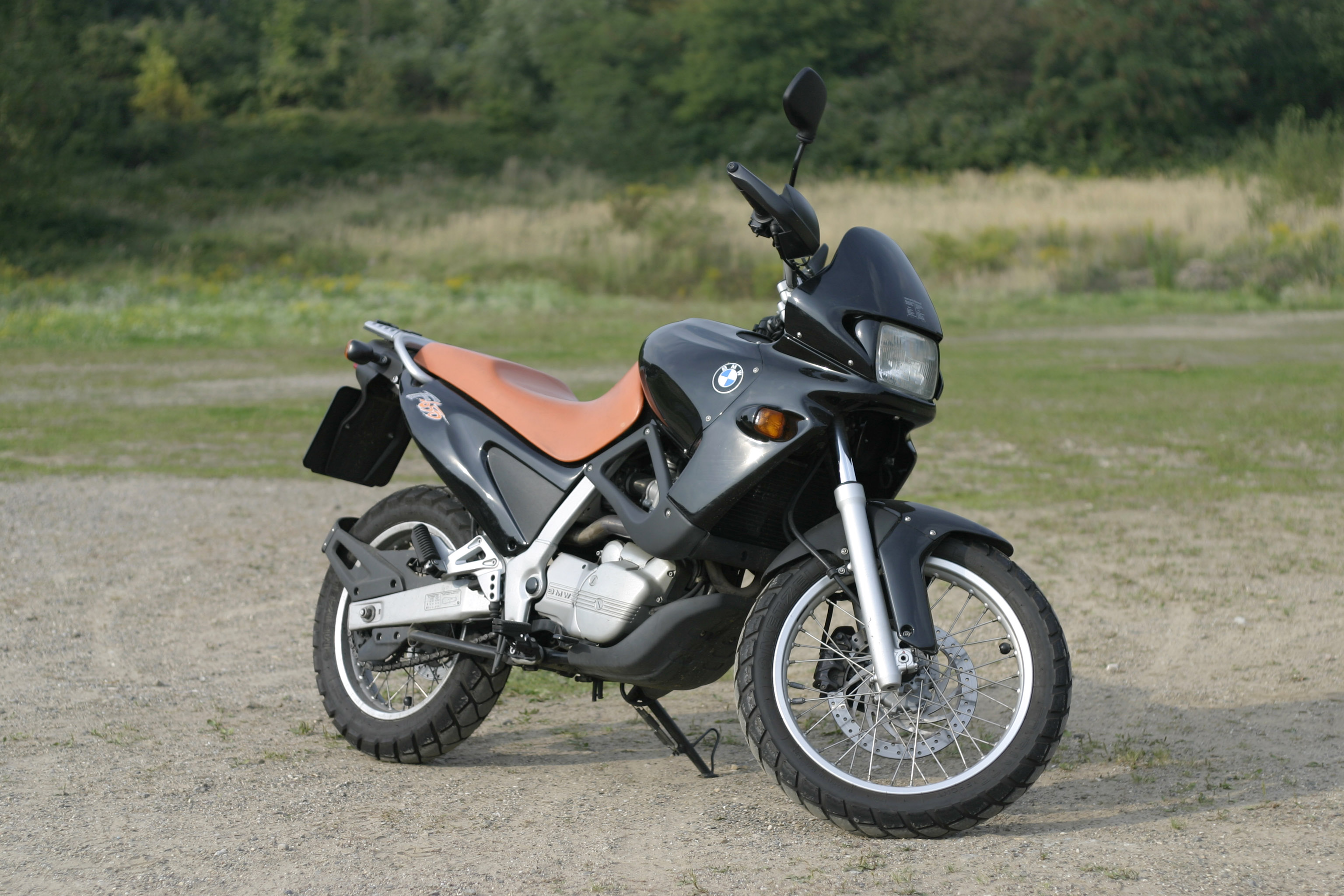
BMW F 650 1997.
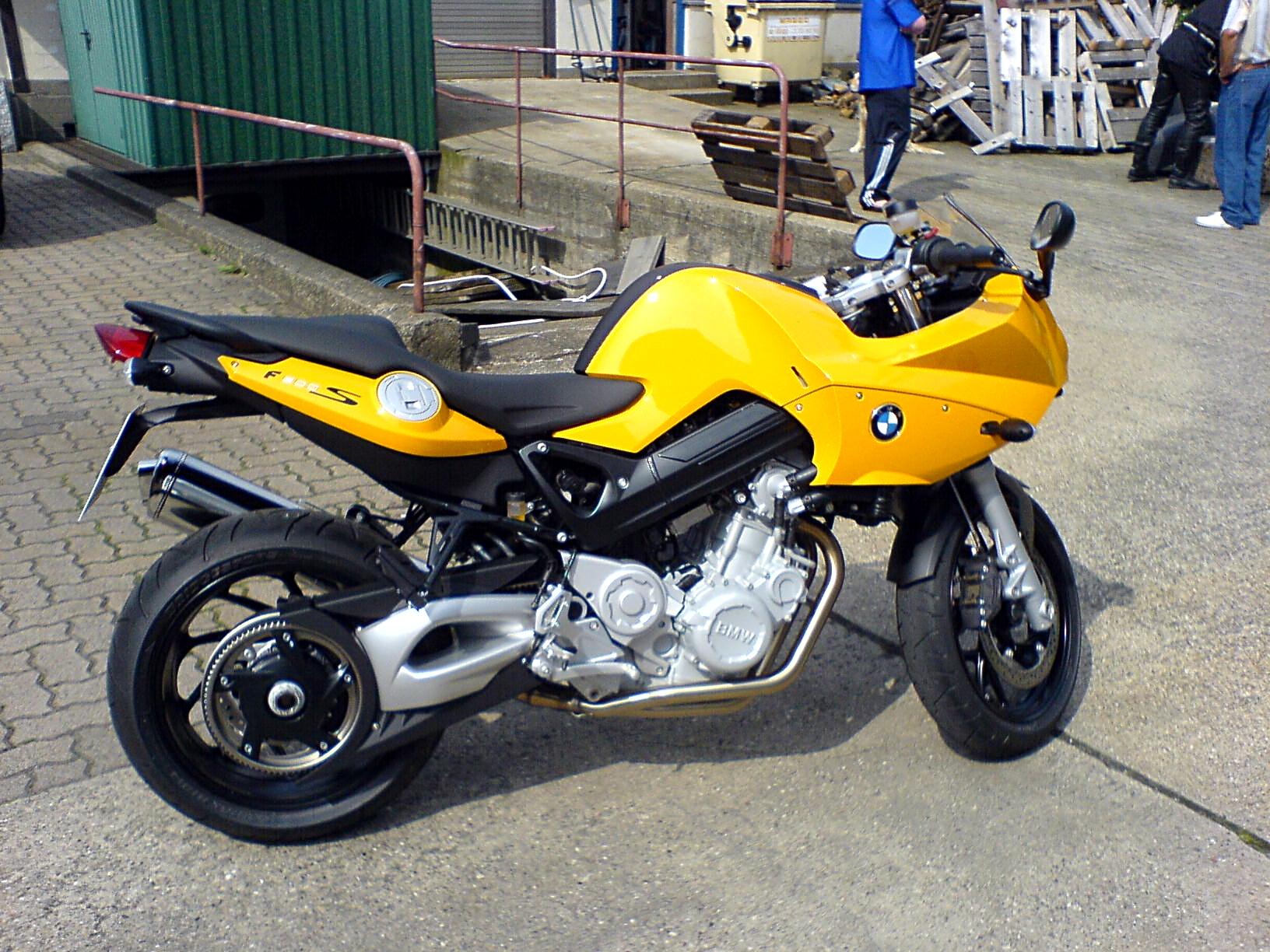
BMW F 800 S.
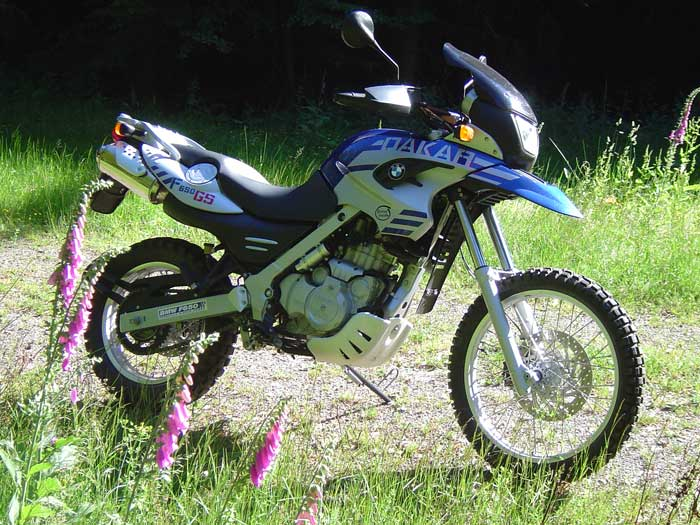
BMW F 650 GS Dakar.

## Série G
Les moteurs de la série G sont sans exception des moteurs monocylindres. Ceux-ci étaient et sont produits par différents fabricants (Rotax, Kymco, Loncin) et dans différents endroits du monde (Autriche, Brésil, République populaire de Chine, Taïwan) également pour les marchés locaux. 

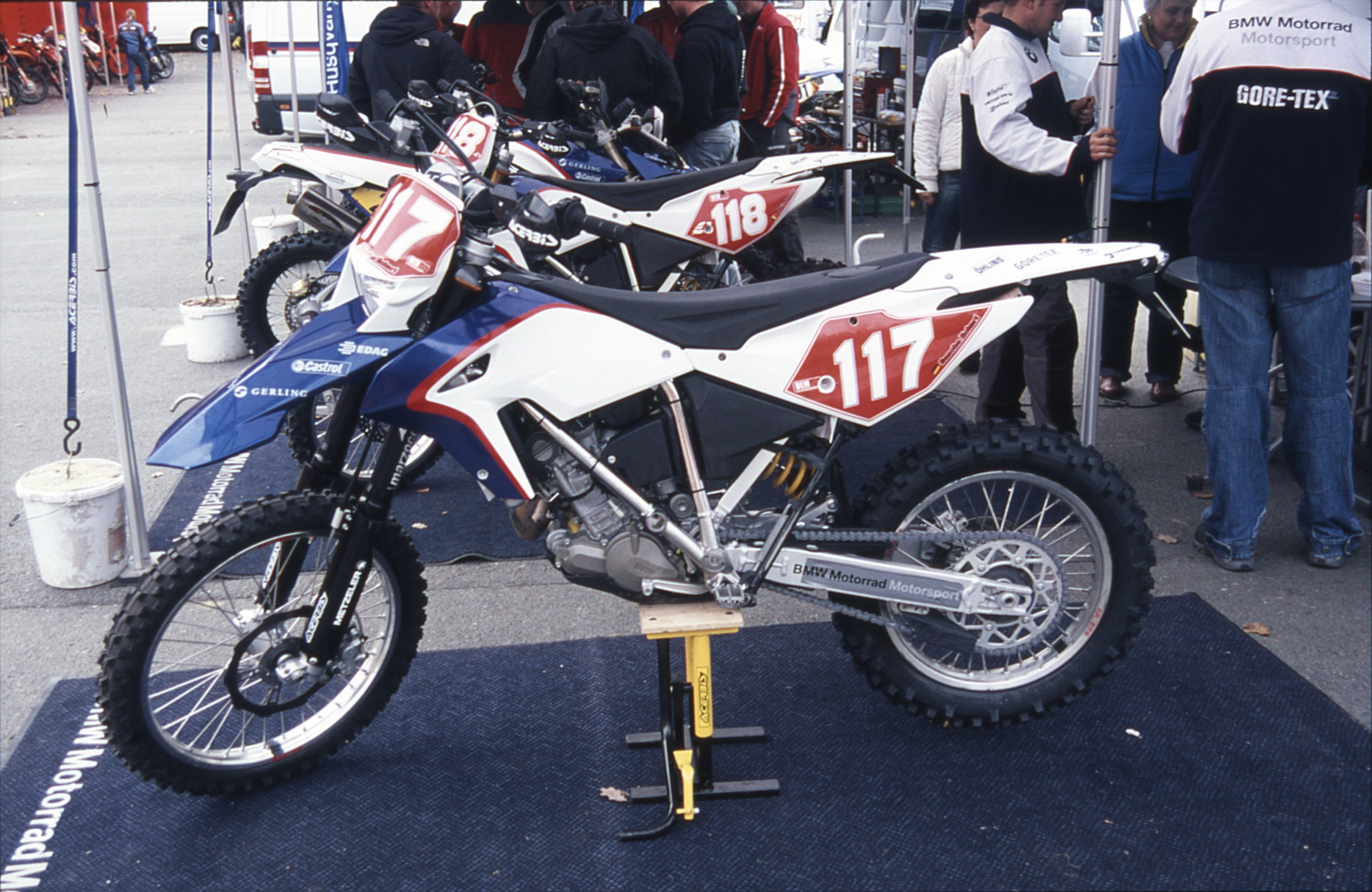
Prototype de BMW G 450 X.

- G 450 X (moteur Kymco, fabriquée à Taiwan), Enduro sportif
- G 650 X (développé avec Aprilia, moteur Rotax, fabriqué en 2008 par Loncin Industries à Chongqing, République populaire de Chine) 
  - G 650 Xchallenge, Enduro
  - G 650 Xcountry, Scrambler
  - G 650 Xmoto, Supermotard
- G 650 GS (2009-2015, fabriqué à Manaus, Brésil, à partir de 2011 également disponible en Allemagne), Enduro
- Moteur Kymco de 313 cm3 fabriqué à Taïwan
  - G 310 R (depuis 2015, moto sans carénage)
  - G 310 GS (depuis 2017, Enduro)

## Série S
- S 1000 RR, Super Sport
- S 1000 R, moto sans carénage
- S 1000 XR, Tourer sportif enduro

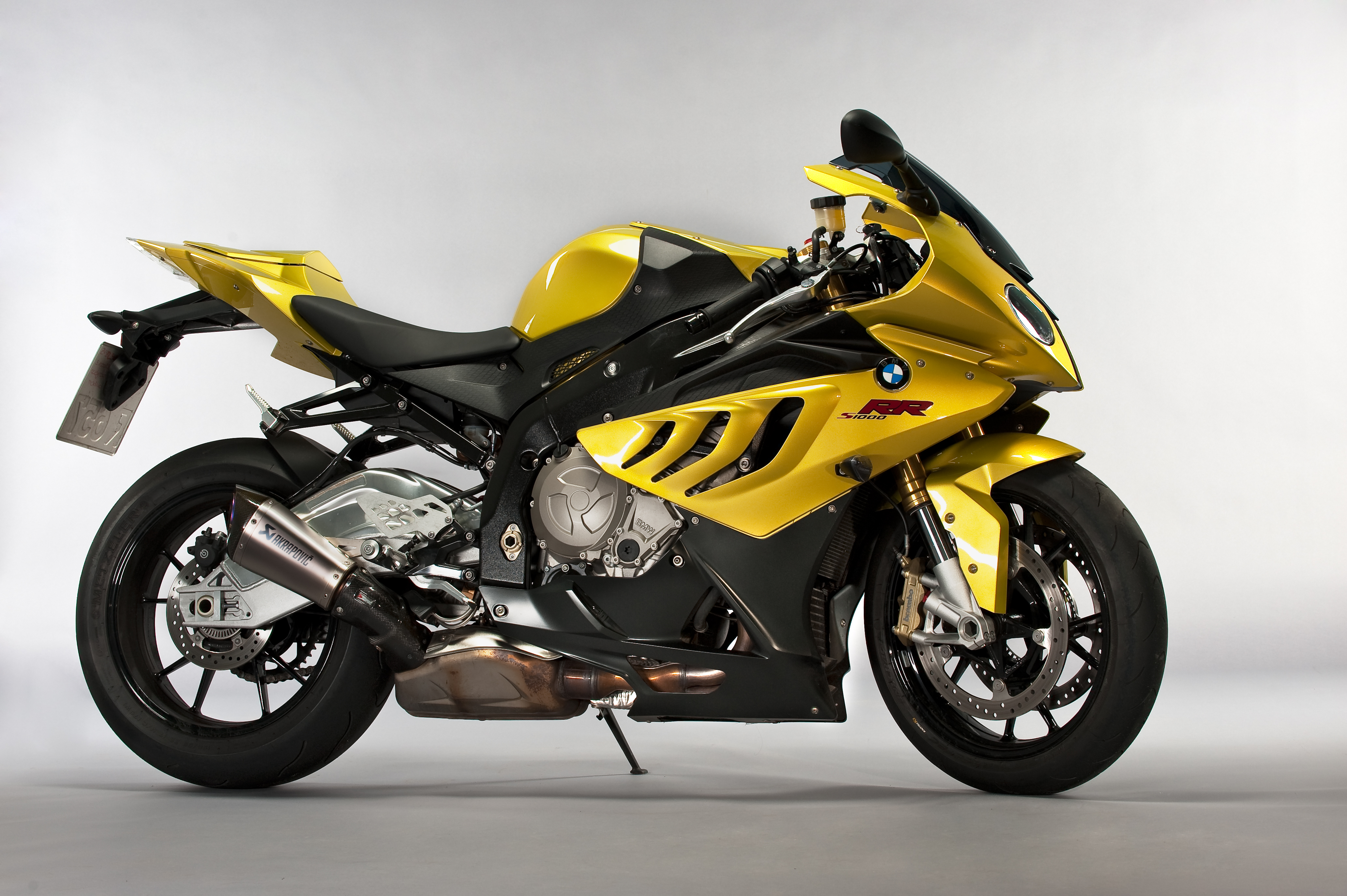
BMW S 1000 RR.
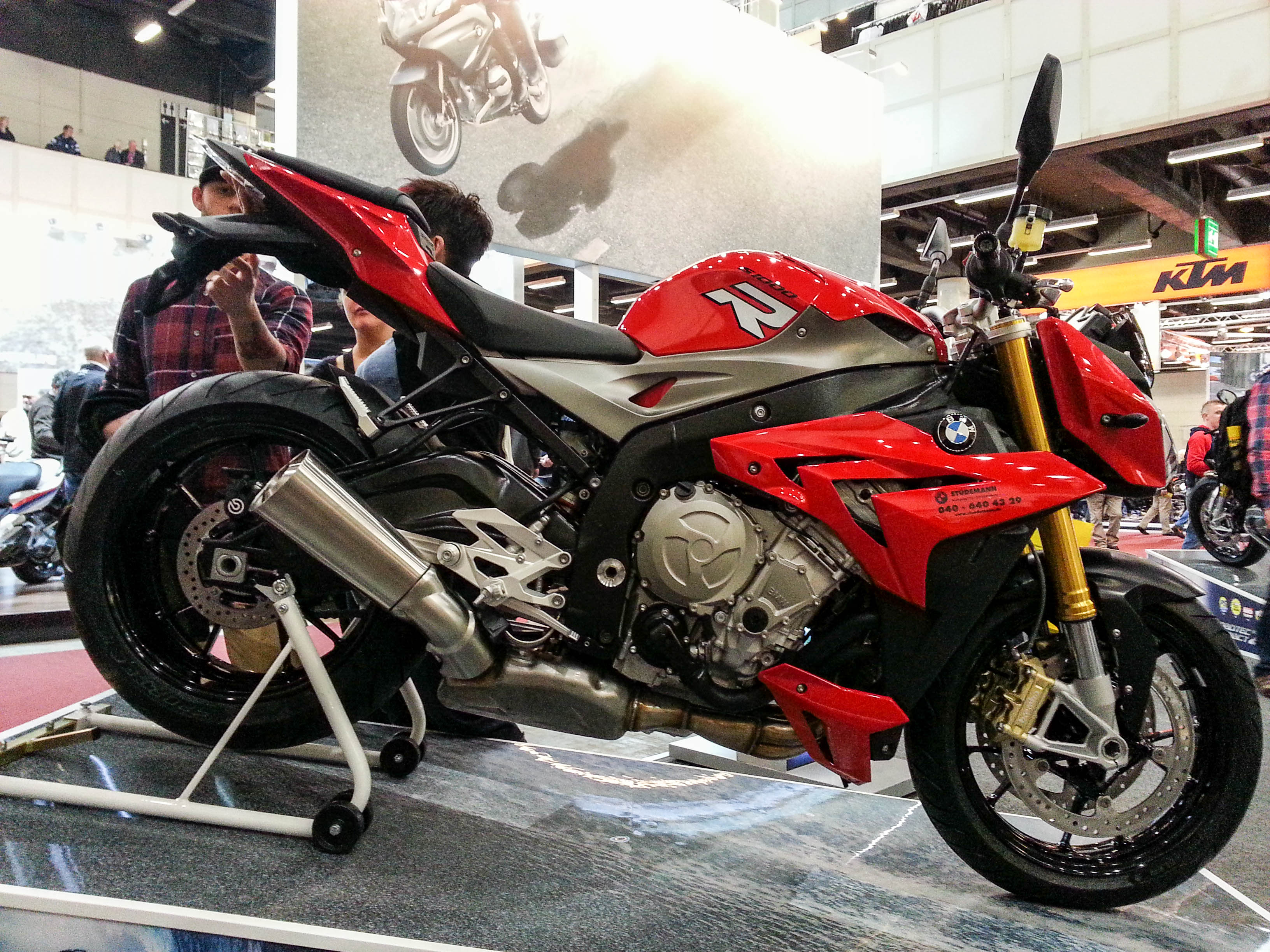
BMW S 1000 R.
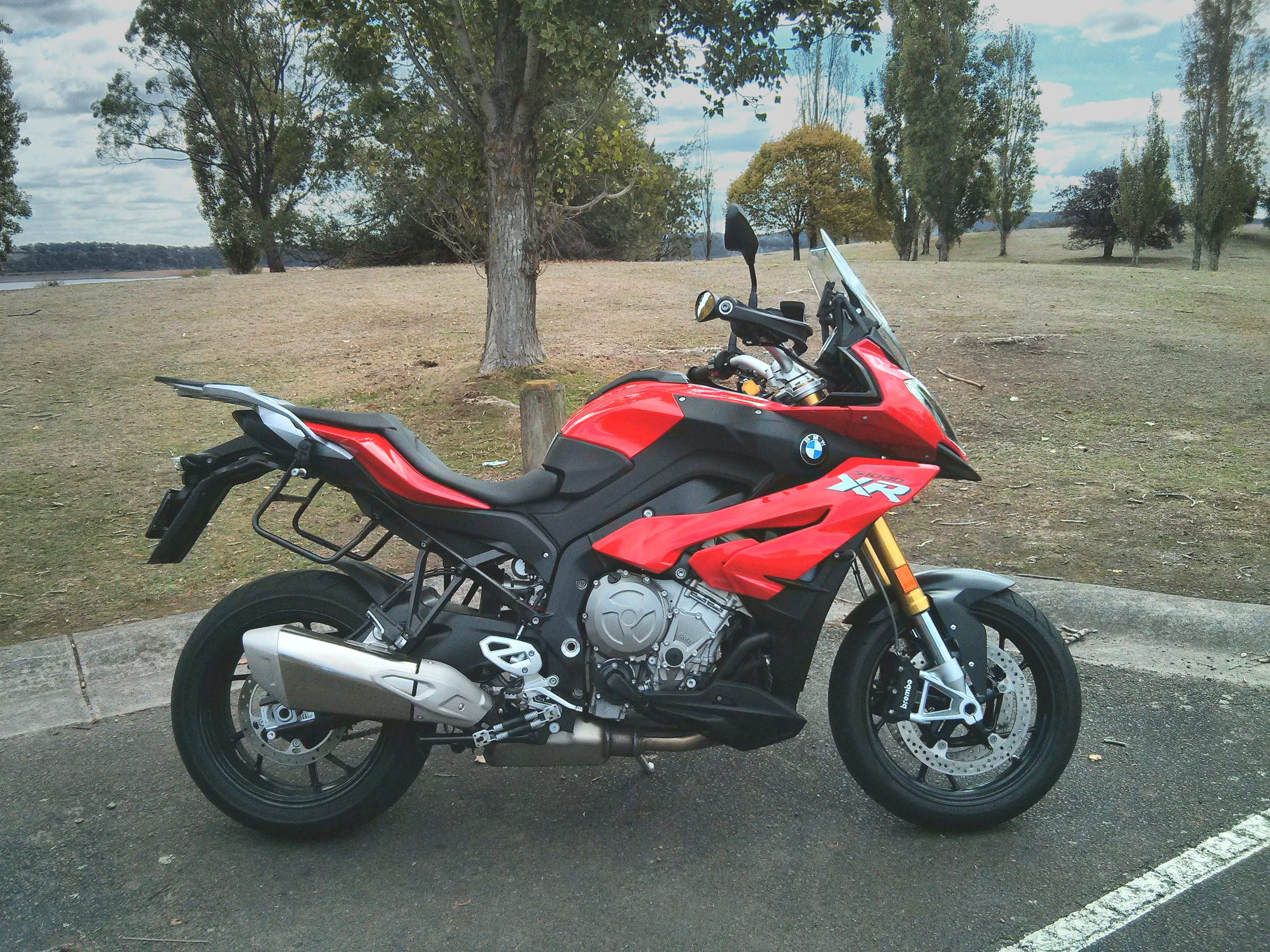
BMW S 1000 XR.

## Série C (scooter)

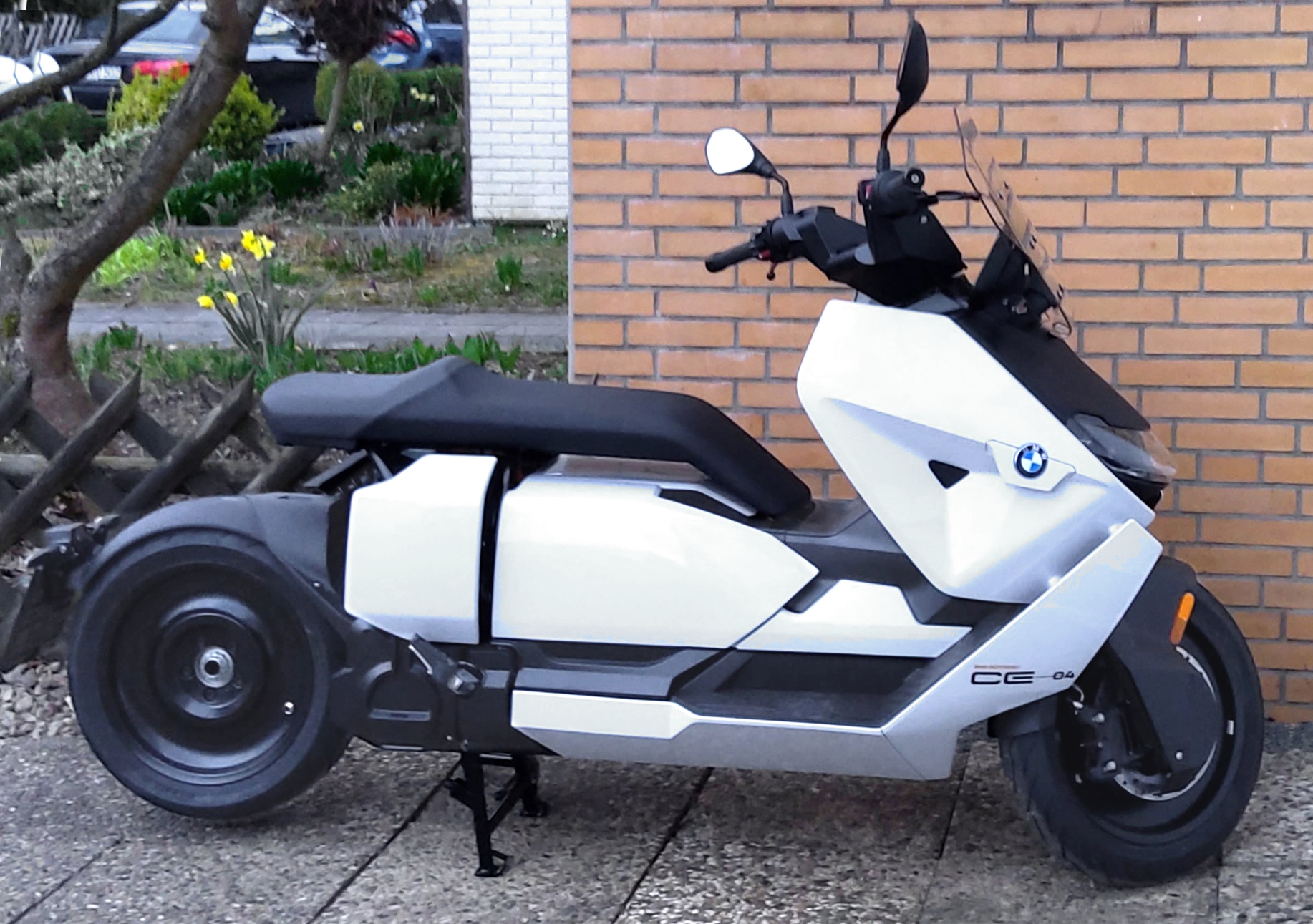

- C1, scooter fermé
- C 650 GT
- C 600 Sport (~ 650 cm3) → C 650 Sport
- C evolution, scooter électrique
- CE 04, scooter électrique

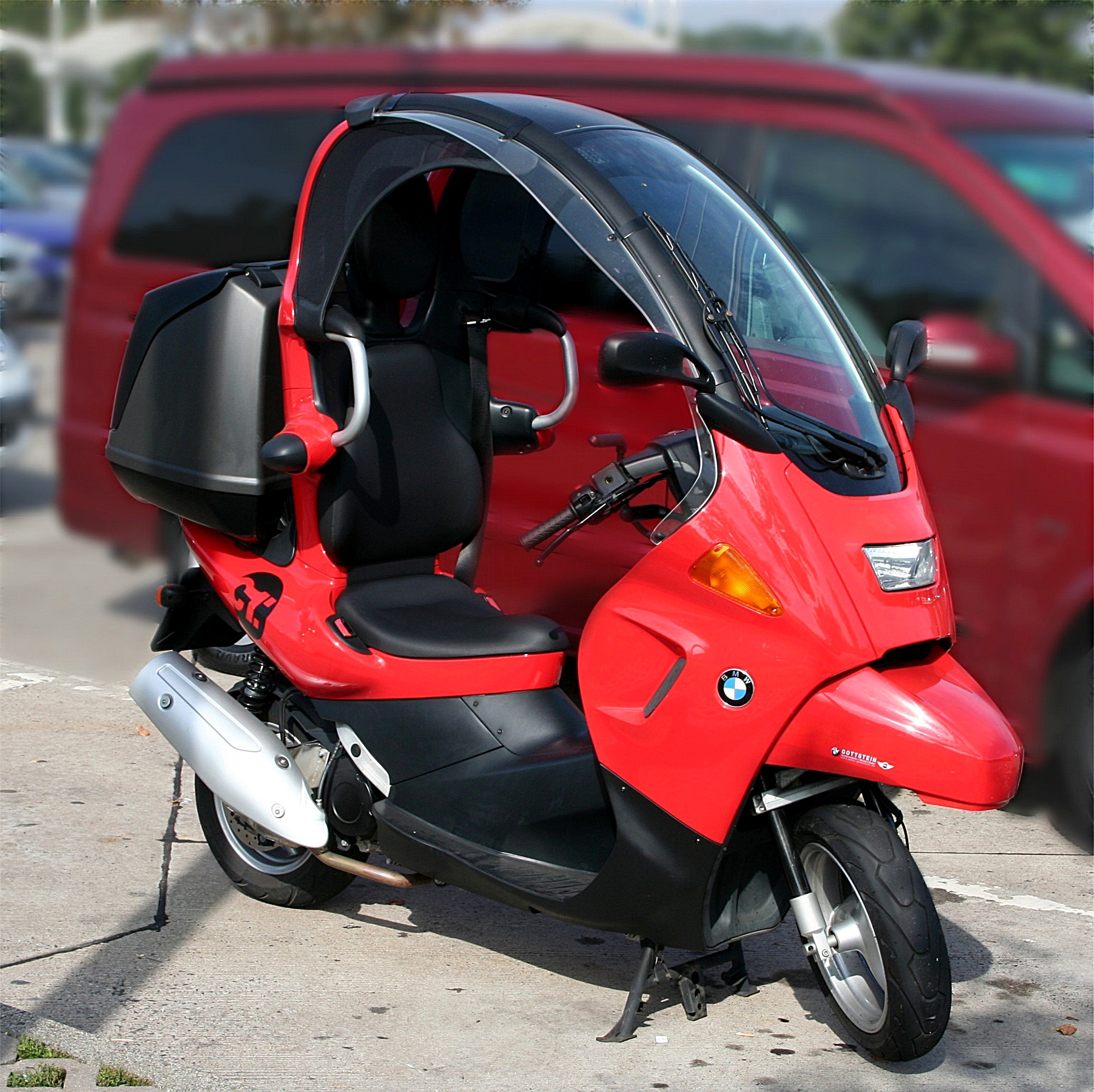
BMW C1.
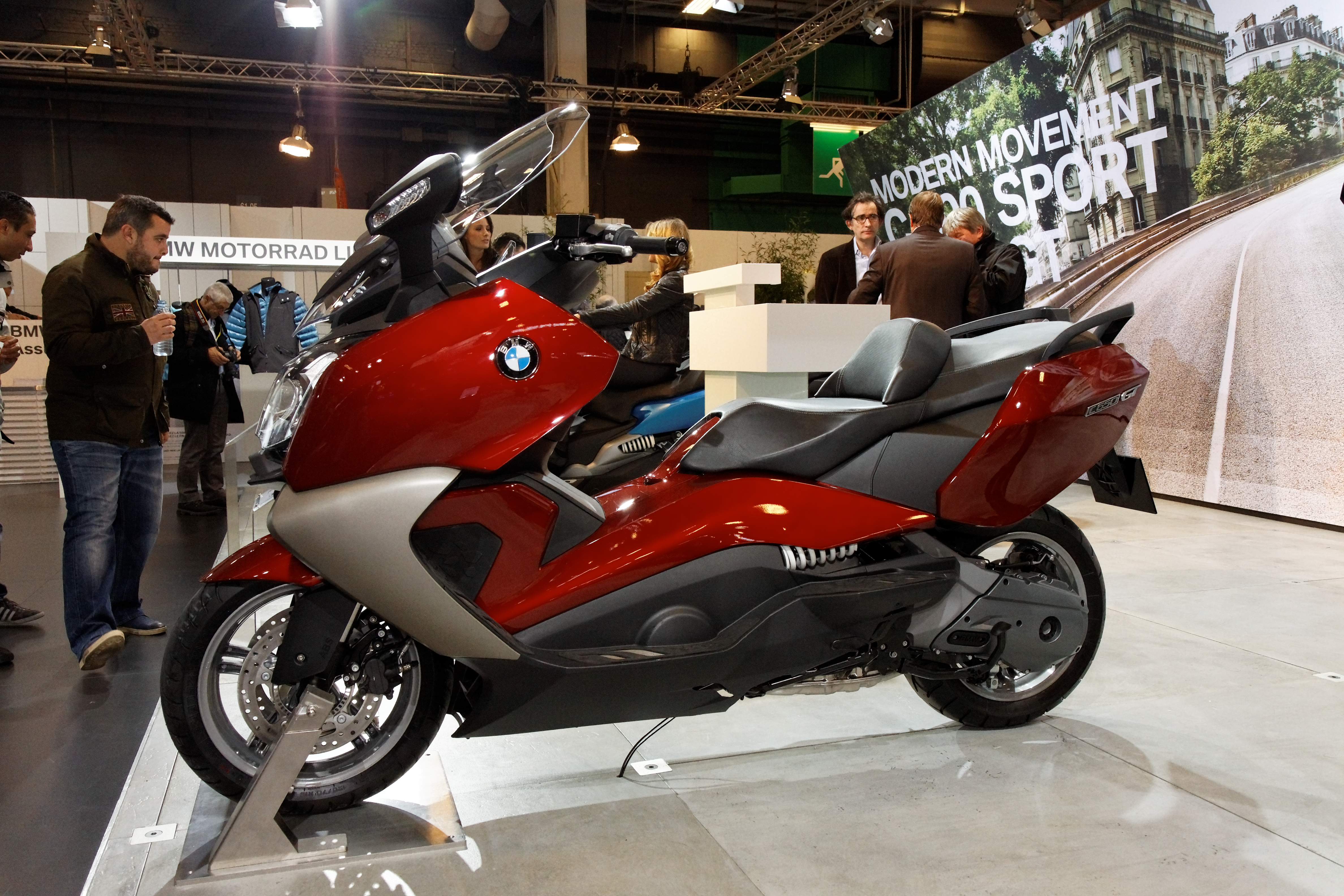
BMW - C 650 GT.
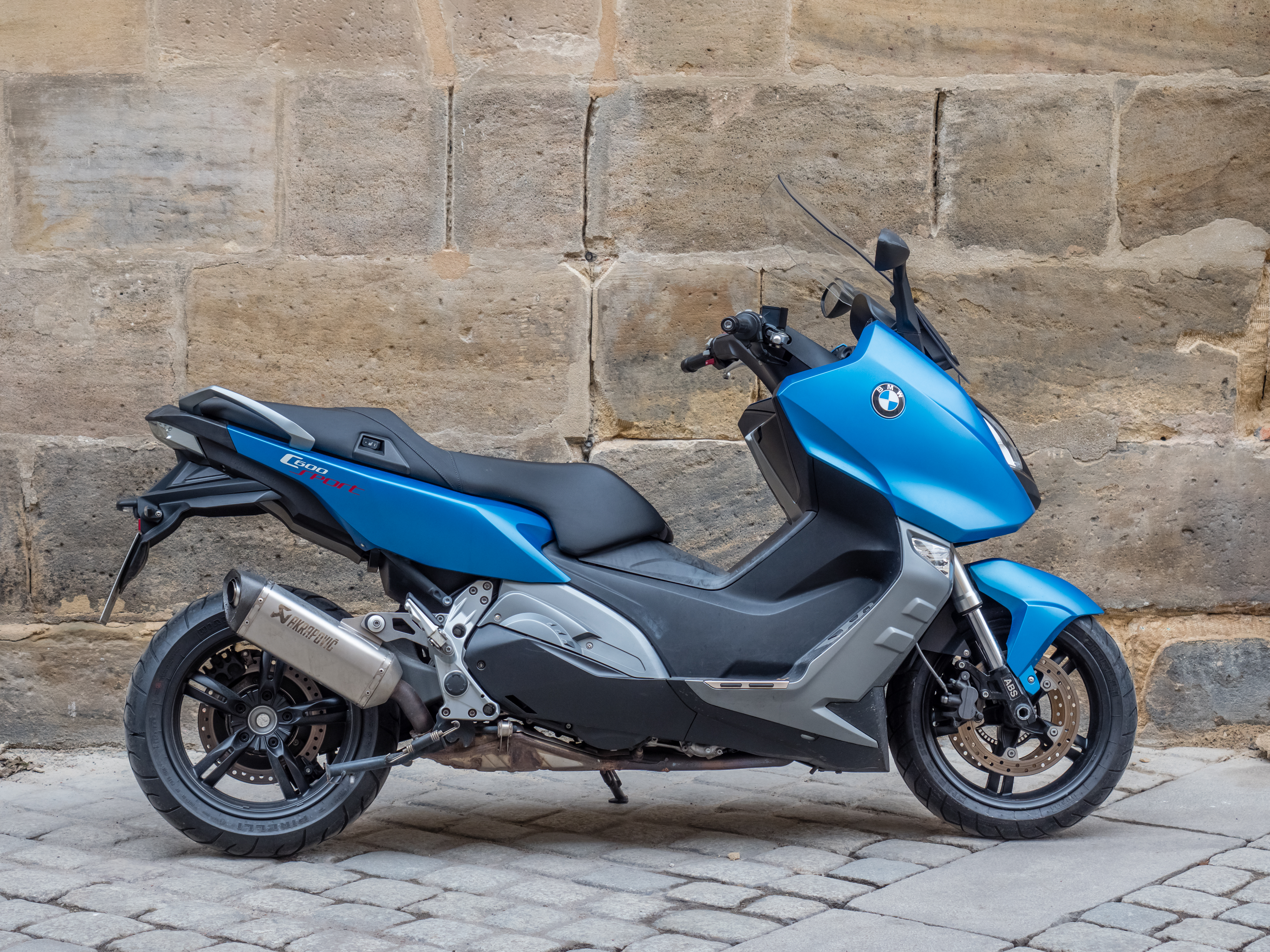
BMW C 600 Sport.
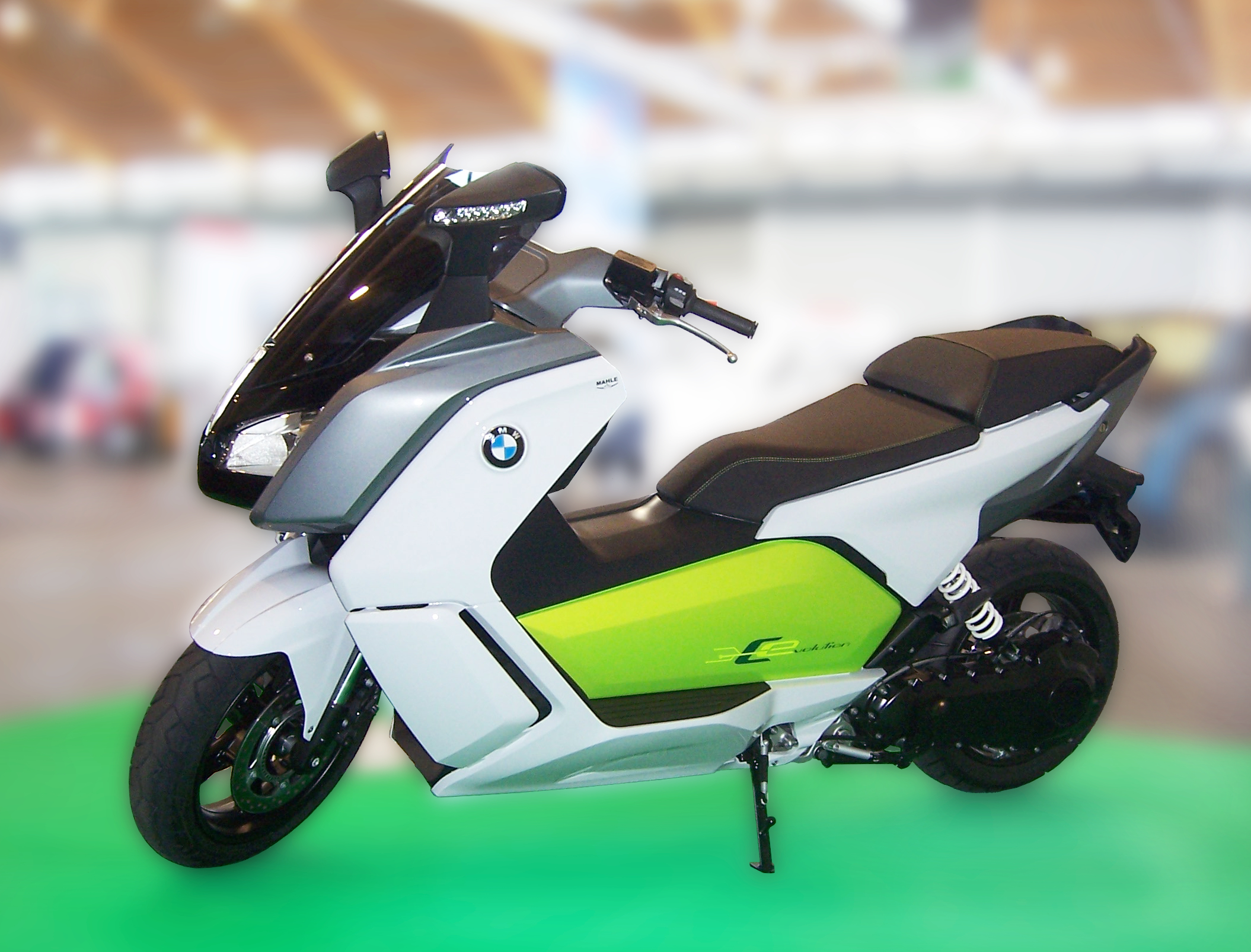
BMW C Evolution.

## Série HP (hautes performances)
Source.
- HP2 (moteur bicylindre boxer) 
  - HP2 Enduro (2005-2006), enduro à cadre tubulaire et fourche inversée, basée sur la R 1200 GS (K25)
  - HP2 Megamoto (2006-2008), Supermotard basé sur la HP2 Enduro
  - HP2 Sport (2007-2010), réplique de course basée sur le modèle officiel de compétition
- HP4 (2012-2014), moteur R4, Moto sportive, basée sur la S 1000 RR

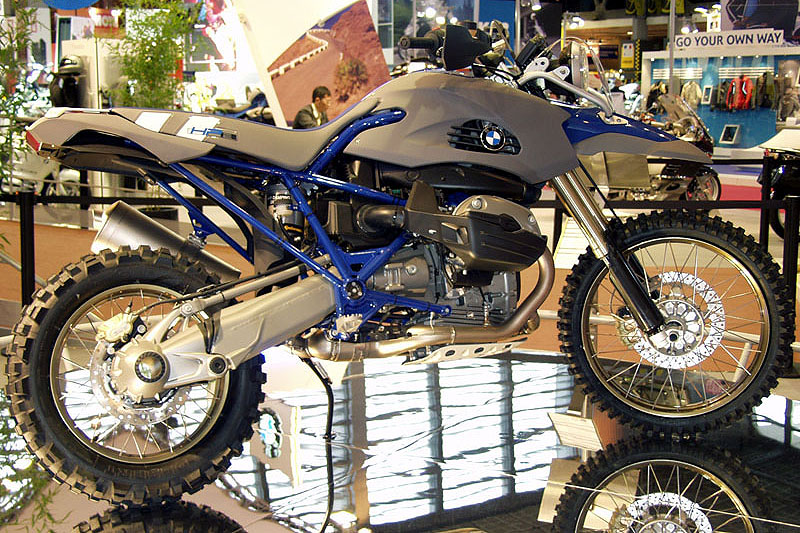
BMW HP2 Enduro.
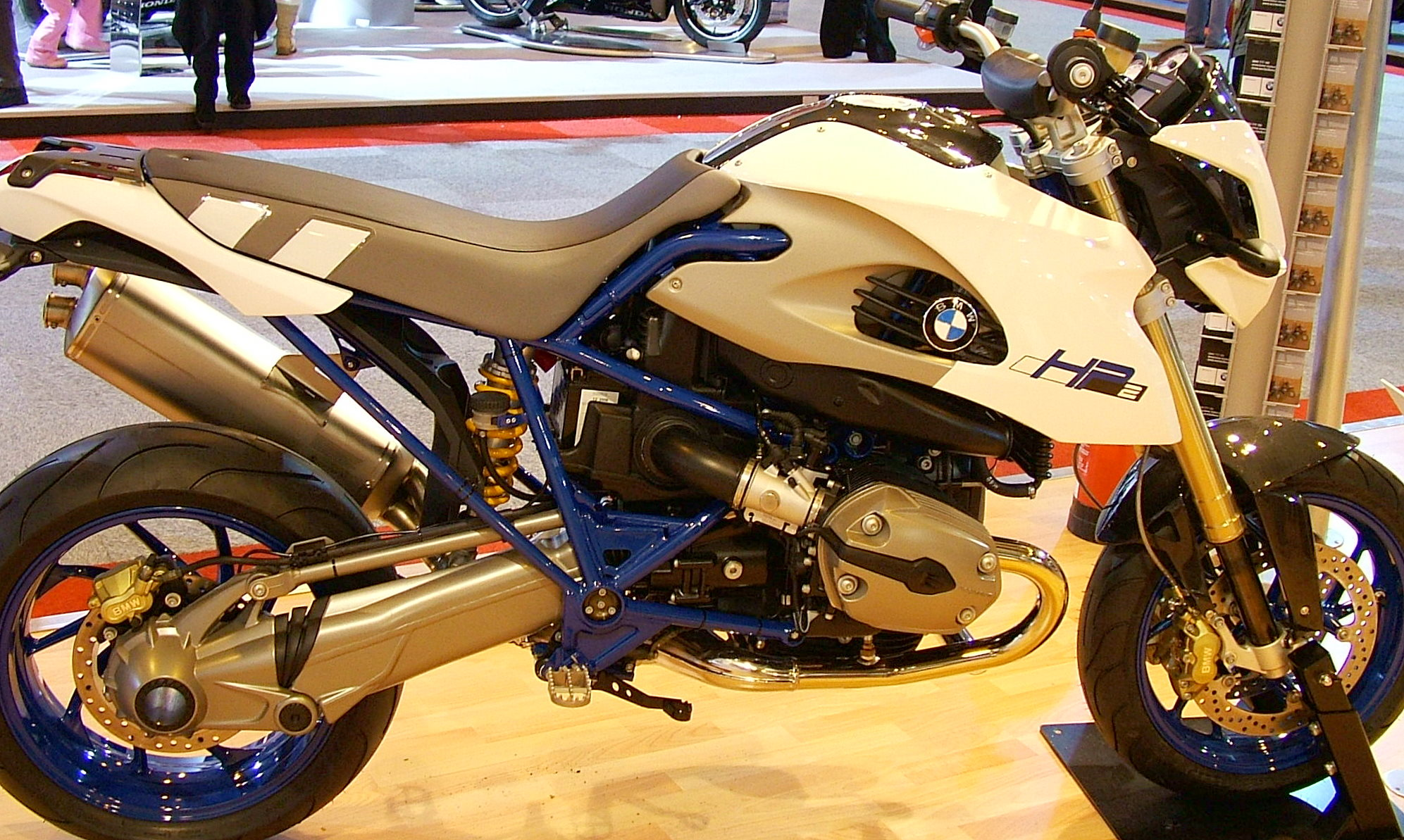
BMW HP2 Megamoto.
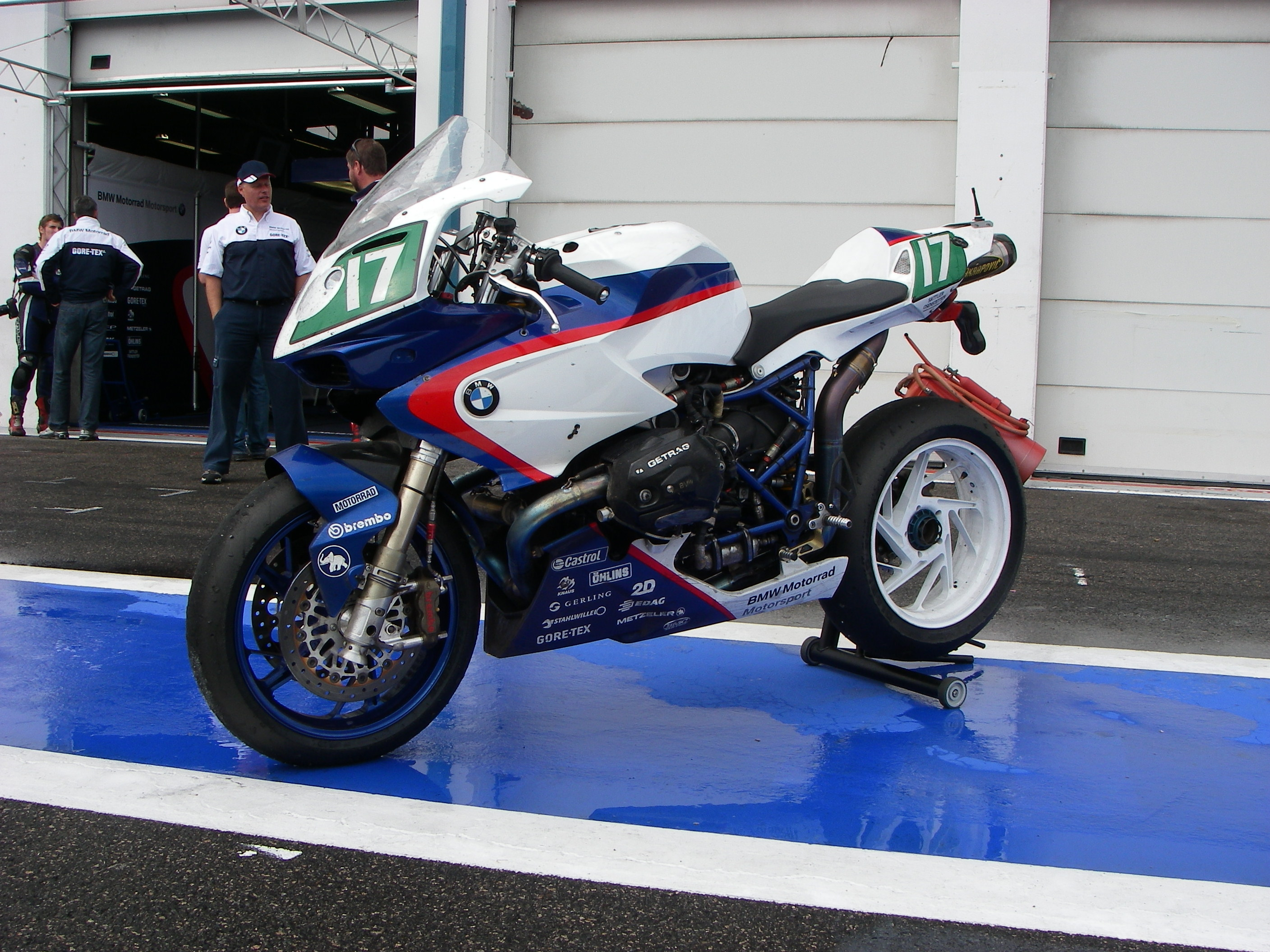
BMW HP2 Sport.
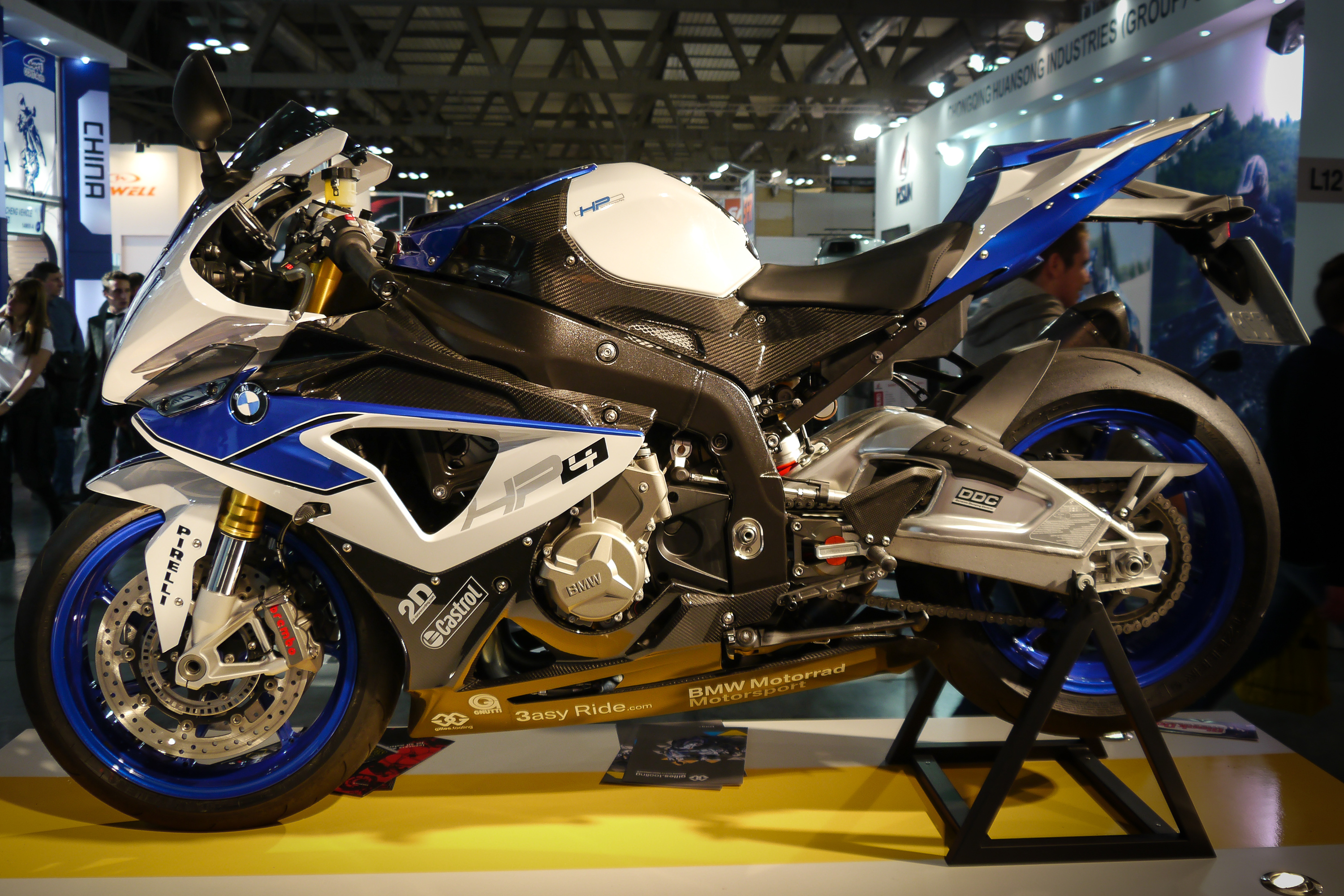
BMW HP4.

## Désignation du type
La première lettre décrit le type de véhicule, suivie de la cylindrée et d'un nom de modèle, tel que GS pour Gelände & Straße (Terre & Route). Les abréviations suivantes ont été utilisées jusqu'à ce jour :
| Abréviation | Désignation                       | Note                                            |
| ----------- | --------------------------------- | ----------------------------------------------- |
| GS et G/S   | Gelände & Straße (Terre et Route) | Trail, avant 1988 sans barre de protection      |
| RS          | RennSport (Course)                | Sport Tourer                                    |
| RT          | Roadster Touring                  | Roadster Tourer                                 |
| LT          | Luxus Tourer                      | Tourer Luxe                                     |
| GT et GTL   | Grand Tourismo (Luxus)            | Grand Tourer                                    |
| ST          | Strada                            | Rebaptisé plus tard pour des raisons juridiques |
| CS          | City Scarver                      | De scarving, art de s'exprimer en courbe        |
| R           | Roadster                          | Généralement une moto sans carénage             |
| RR          | Road Race (Course sur route)      | Moto sportive                                   |
| S           | Sport                             | Moto sportive                                   |
| XR          | Cross Road                        |                                                 |
| CS          | Classique Sport                   |                                                 |
| C           | Cruiser                           |                                                 |
| B           | Bagger                            |                                                 |
| HP          | High Performances                 | Moto hautes performances                        |

## Chronologie technique
- 1923 : première BMW, le bicylindre R 32 avec moteur bicylindre boxer à soupapes latérales et transmission finale par arbre[3]
- 1925 : premier monocylindre et frein arrière sur arbre (R 39), moteur culbuté en compétition (R 37), frein avant à tambour (R 32)
- 1928 : première 750 cm3, la R 62
- 1929 : cadre en tôle emboutie sur R 11
- 1931 : double carburateur sur R 16/3, frein arrière à tambour (R2)
- 1932 : BVM4 sur R 4
- 1935 : fourche hydraulique sur R 12 et R 17[4], moteur compressé sur Kompressor
- 1937 : cadre suspendu par plunger sur Kompressor, puis sur R 51-61-66-71 (1938)
- 1955 : suspension avant et arrière à bras oscillant sur R 50-69
- 1974 : frein avant à disque et BVM5 sur R 90 S et série /6[5]
- 1977 : arbre à cames en tête sur R 100 RS[6]
- 1978 : frein arrière à disque sur R 100 RS
- 1981 : premier trail de série, allumage électronique et suspension arrière Monolever sur R 80 G/S[7]
- 1984 : quatre cylindres en ligne, double arbre à cames en tête, refroidissement liquide et injection sur K 100 (injection sur modèles de compétition dès 1952)
- 1987 : ABS (en option) sur K 100 LT
- 1988 : suspension arrière Paralever sur R 100 GS
- 1989 : quatre soupapes par cylindre sur K 1
- 1993 : fourche Telelever sur R 1100 RS
- 1994 : première BMW à transmission finale par chaîne[8], la F 650 [9]
- 1997 : cadre monocoque et BVM6  sur K 1200 S[10]
- 1999 : premier scooter BMW, le C1
- 2001 : ABS intégral sur R 1150 R
- 2002 : première BMW à transmission finale par courroie crantée, la F 650 CS[11]
- 2005 : quatre cylindres transversal, fourche Duolever et suspension EVA sur K 1200 S ; premier bicylindre en ligne de la marque, la F 800 S[12]
- 2006 :amortisseur arrière à air sur HP2
- 2014 : premier modèle électrique BMW, le scooter C-Evolution[13]